# Лептис-Магна

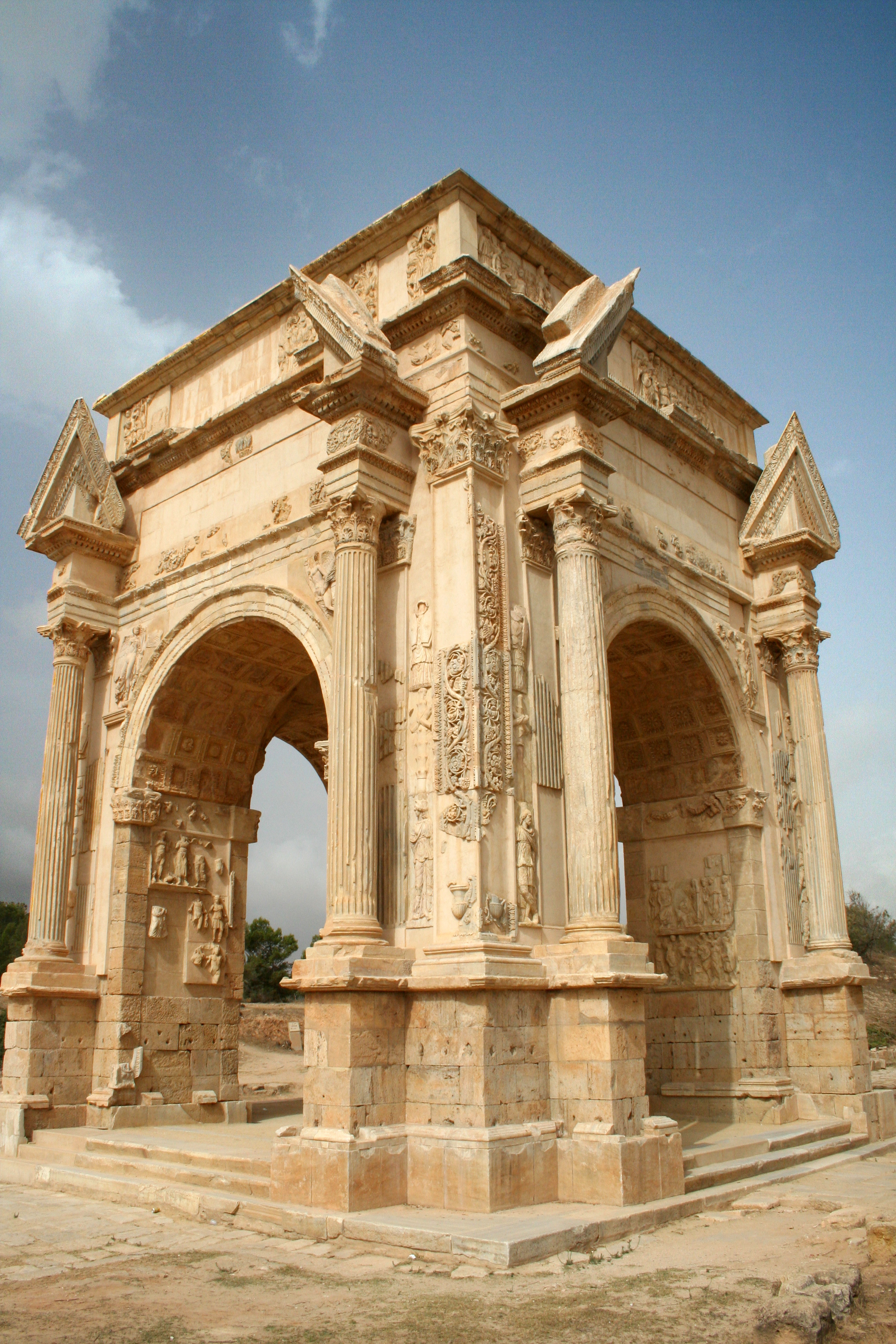
Арка Септимия Севера

Лептис-Магна, иначе Лепта Большая (лат. Leptis Magna, также Лабдах, Лепсис-Магна, Lpqy) — древний город в области Сиртика (позже называлась область Триполитания) на территории современной Ливии. Достиг расцвета во времена Римской империи. Его руины находятся на побережье Средиземного моря в 130 км к востоку от Триполи в месте Аль-Хумс. Благодаря своей планировке город получил название «Рим в Африке».

## История

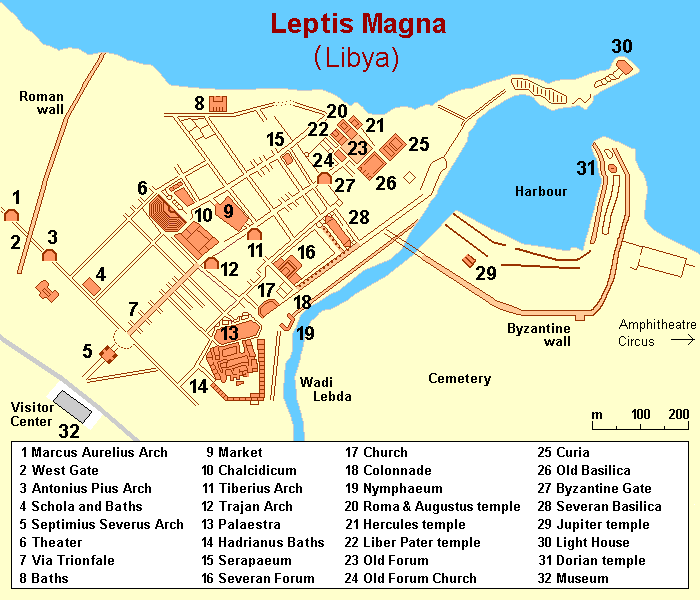
Карта Лептиса-Магны

Предположительно город был основан около 1100 года до н. э. как финикийская колония и служил главным портом региона. Значение города резко усилилось в IV веке до н. э., когда могущество Карфагена возросло. Город, хотя признавал протекторат Карфагена, оставался независимым, и был занят римлянами после победы в Третьей Пунической войне в 146 году до н. э.
Город стал частью провинции Африка в 46 г. до н. э., после битвы при Тапсе, когда Юлий Цезарь обратил в бегство армию республиканцев во главе с Цецилием Метеллом Сципионом. В период правления Августа город начал приобретать облик, который сохранит в будущем. Он отстраивался по двум главным осям от маленькой речки Вади Лебда. В течение одного столетия благодаря щедрости местной знати в городе появились старый форум, базилика, храм Либер Патер, храмы Рима и Августа и Геркулеса, а также большой рынок, поблизости от которого находился театр. В 126 году при Траяне Лептис приобрёл статус римской колонии (с римским гражданством её жителей), а спустя 17 лет благодаря Адриану стала привлекательной благодаря комплексу терм в юго-восточной части города.
Город достиг максимального расцвета после 193 года, когда двадцатый римский император Септимий Север, родившийся в Лептисе, возглавил империю. Он позаботился о родном городе, который стал одним из самых значимых городов римской Африки. Через город был проложен впечатляющий проспект шириной 18 метров с колоннами, рядом с которым появились новостройки. К западу от этой улицы вырос новый форум и базилики Севера. Город стал одним из богатейших в Средиземноморье благодаря экспорту слоновой кости, экзотических животных и продуктов местного производства.
В III веке во время кризиса в Римской империи значение Лептиса-Магны упало, и к середине IV века некоторые части города были покинуты. Лишь во время императора Феодосия I город частично восстановил своё значение.
В 439 году Лептис-Магна и другие города Триполитании пали под напором вандалов — тогда король вандалов Гейзерих занял Карфаген и превратил в свою столицу. Тогда же король разрушил городские стены Лептиса, опасаясь возможного бунта горожан против вандалов. В 523 году город был опустошён берберами.
Велизарий занял Лептис-Магну в 534 году, разрушив королевство вандалов. Лептис стал столицей провинции в Византии, но уже никогда более не смог вернуться к жизни от разрушений после набега берберов. Во время арабского завоевания в 650-е годы город был практически покинут, там оставался лишь византийский гарнизон.
Сейчас в Лептисе остались впечатляющие руины римского периода.

## Новые археологические находки
В июне 2005 года археологи Гамбургского университета нашли пять цветных мозаик I—II веков размером около 10 метров. Мозаики изображают сцены битвы воина с оленем, усмирения быка четырьмя юношами и сцены из жизни гладиаторов. Мозаики украшали стены бассейна в банях в римской вилле. Мозаики хорошего качества и высокой художественной ценности.

## Галерея

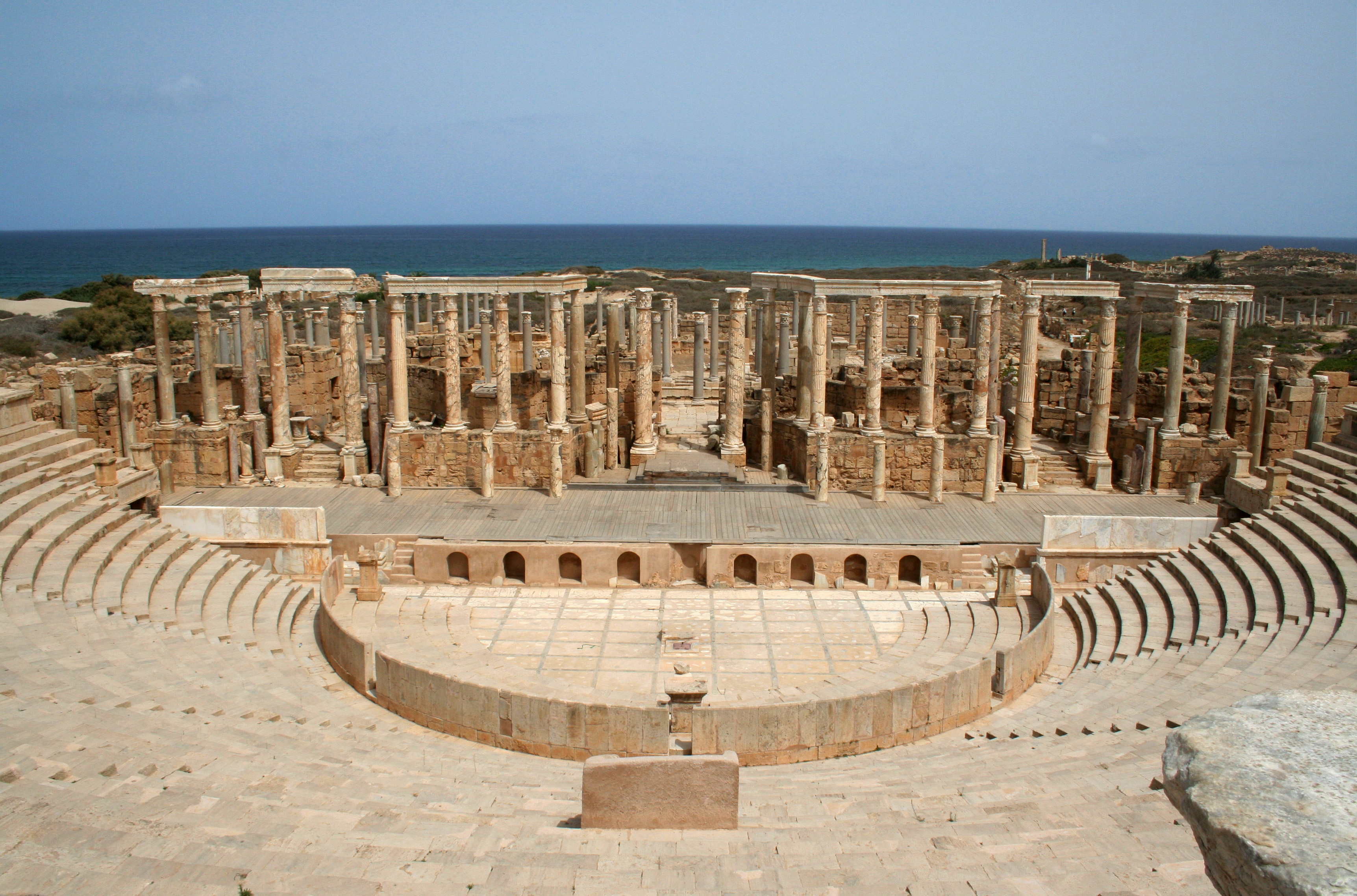
Театр
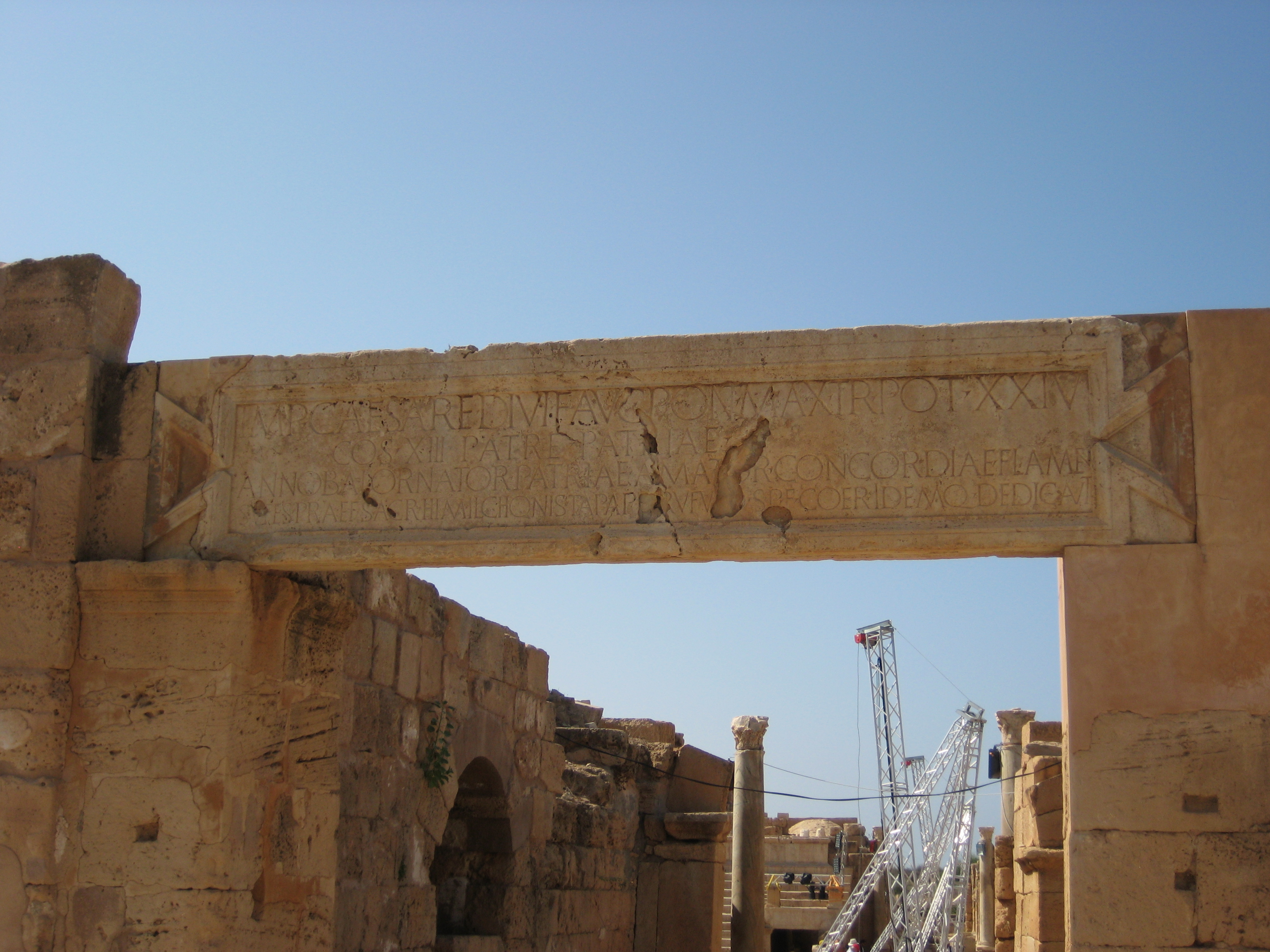
Посвятительная надпись над входом в театр
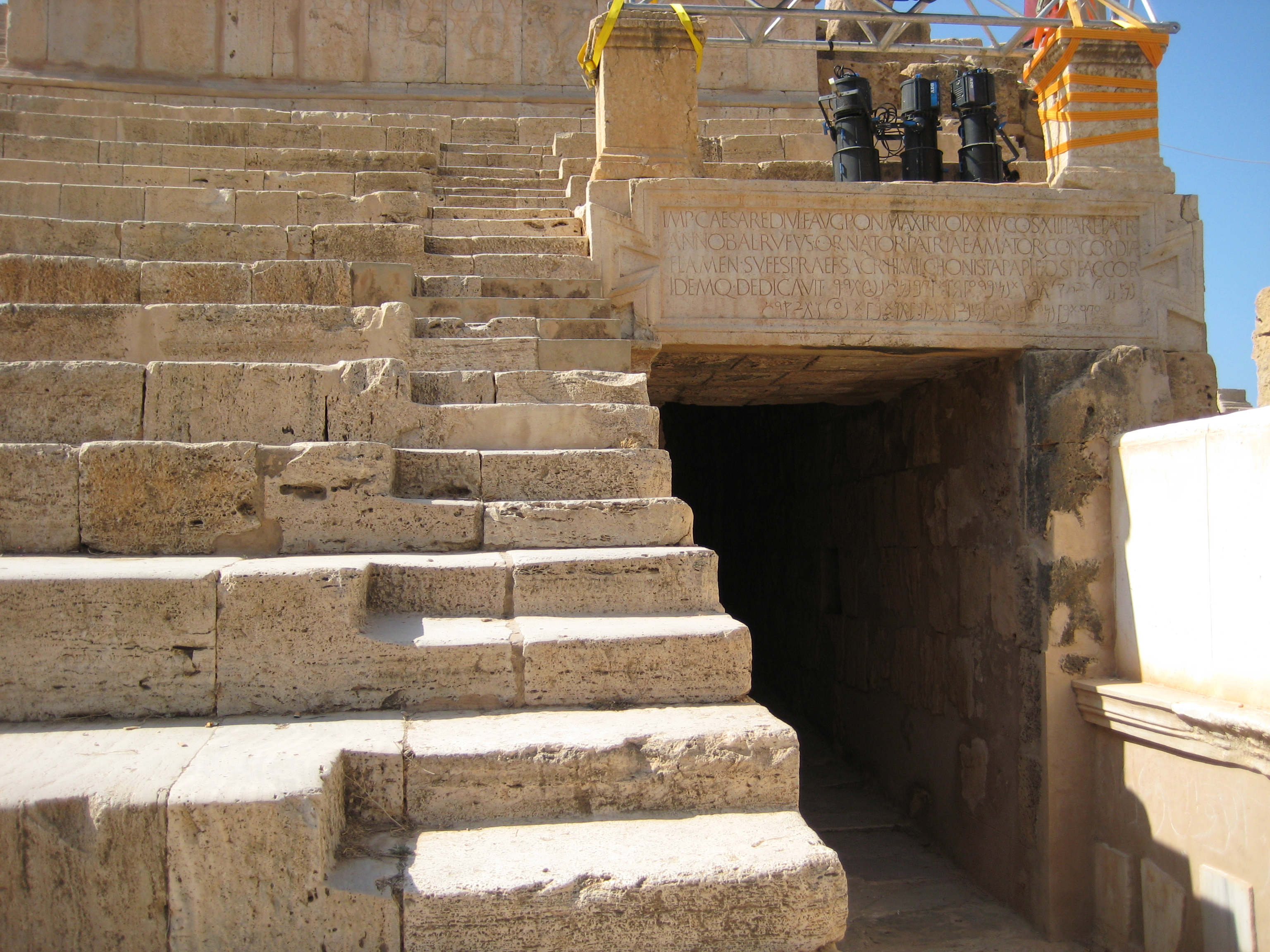
Посвятительная надпись над северным входом в театр
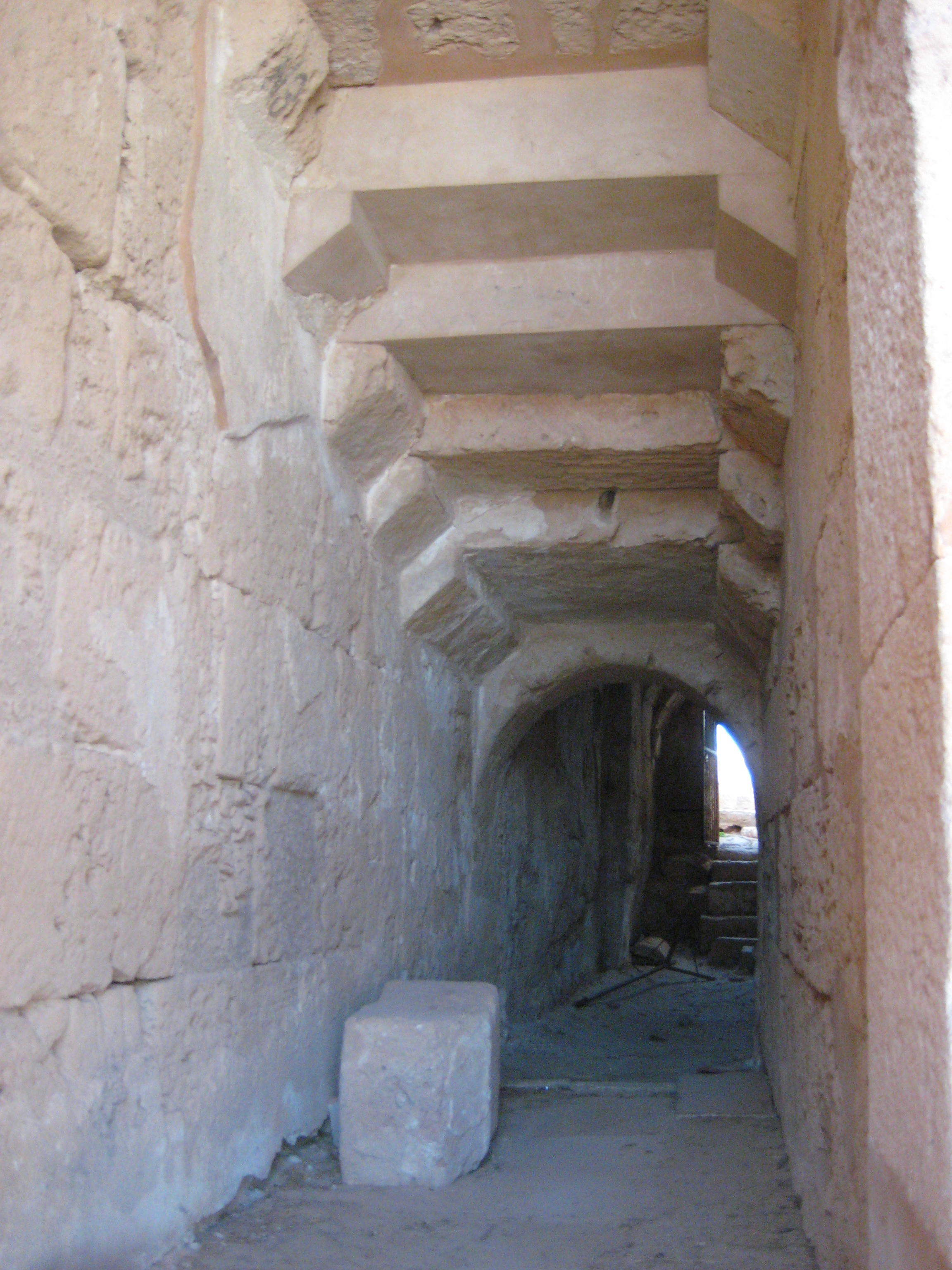
Один из входов в театр
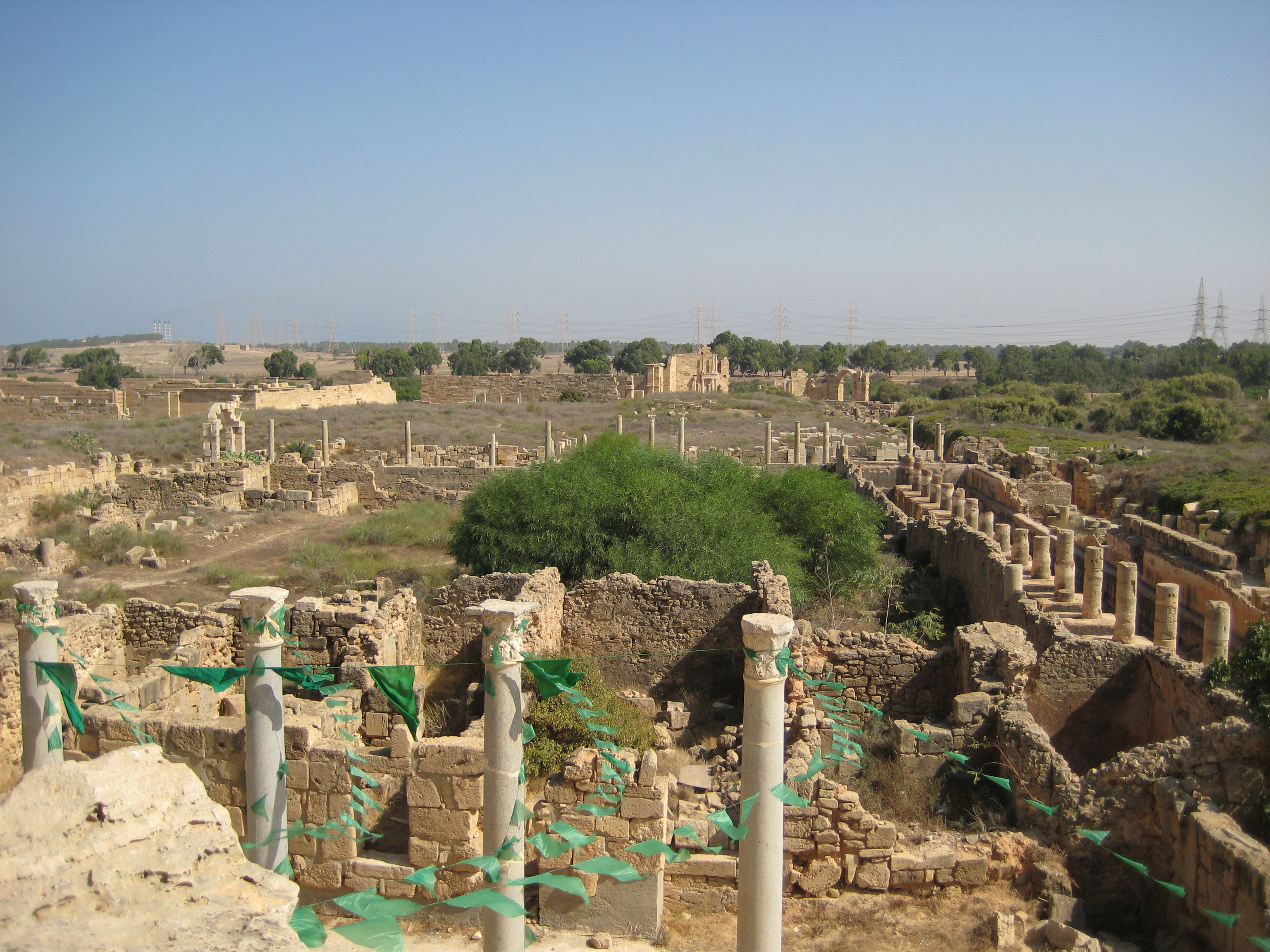
Вид на Лептис Магна со стен театра
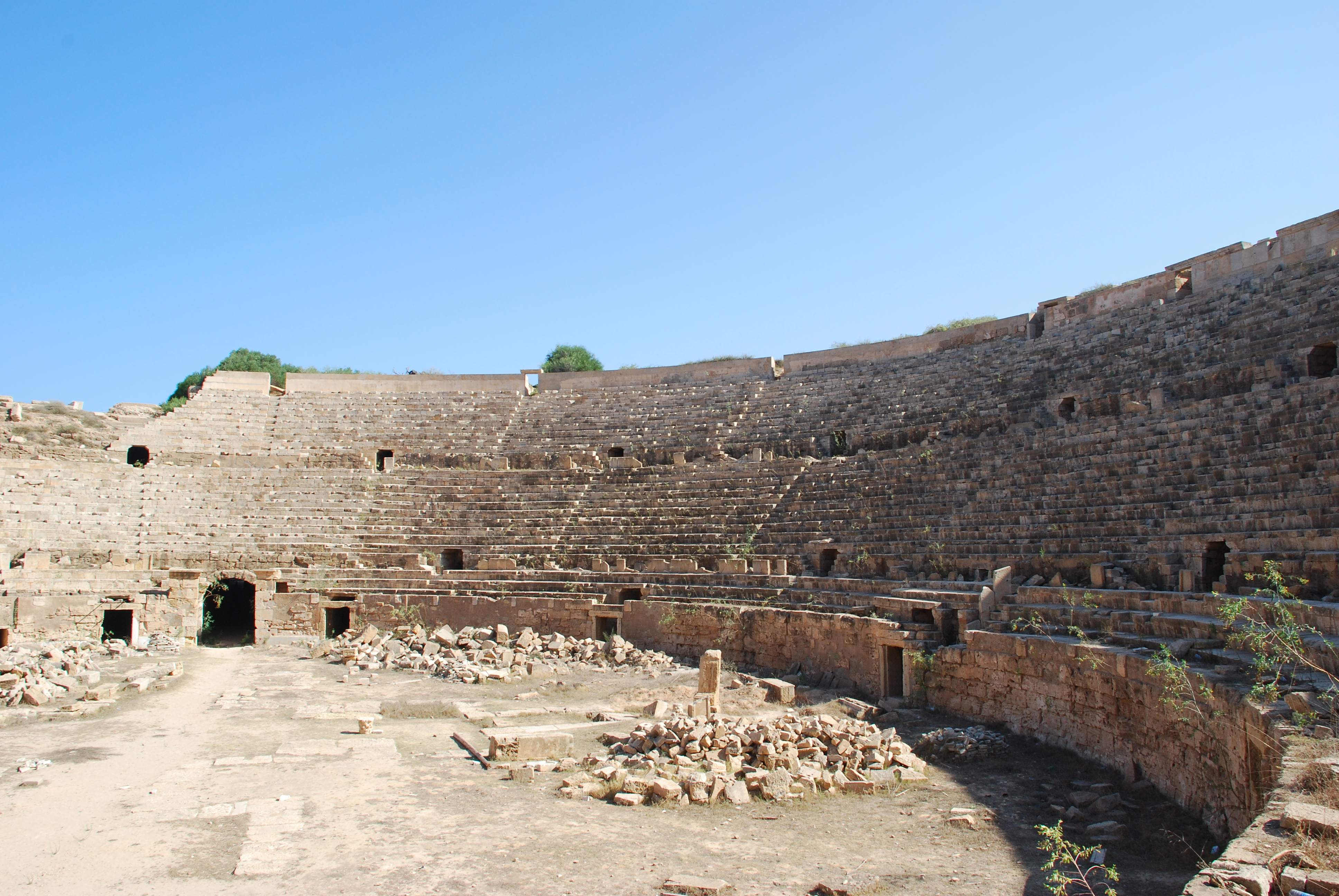
Амфитеатр
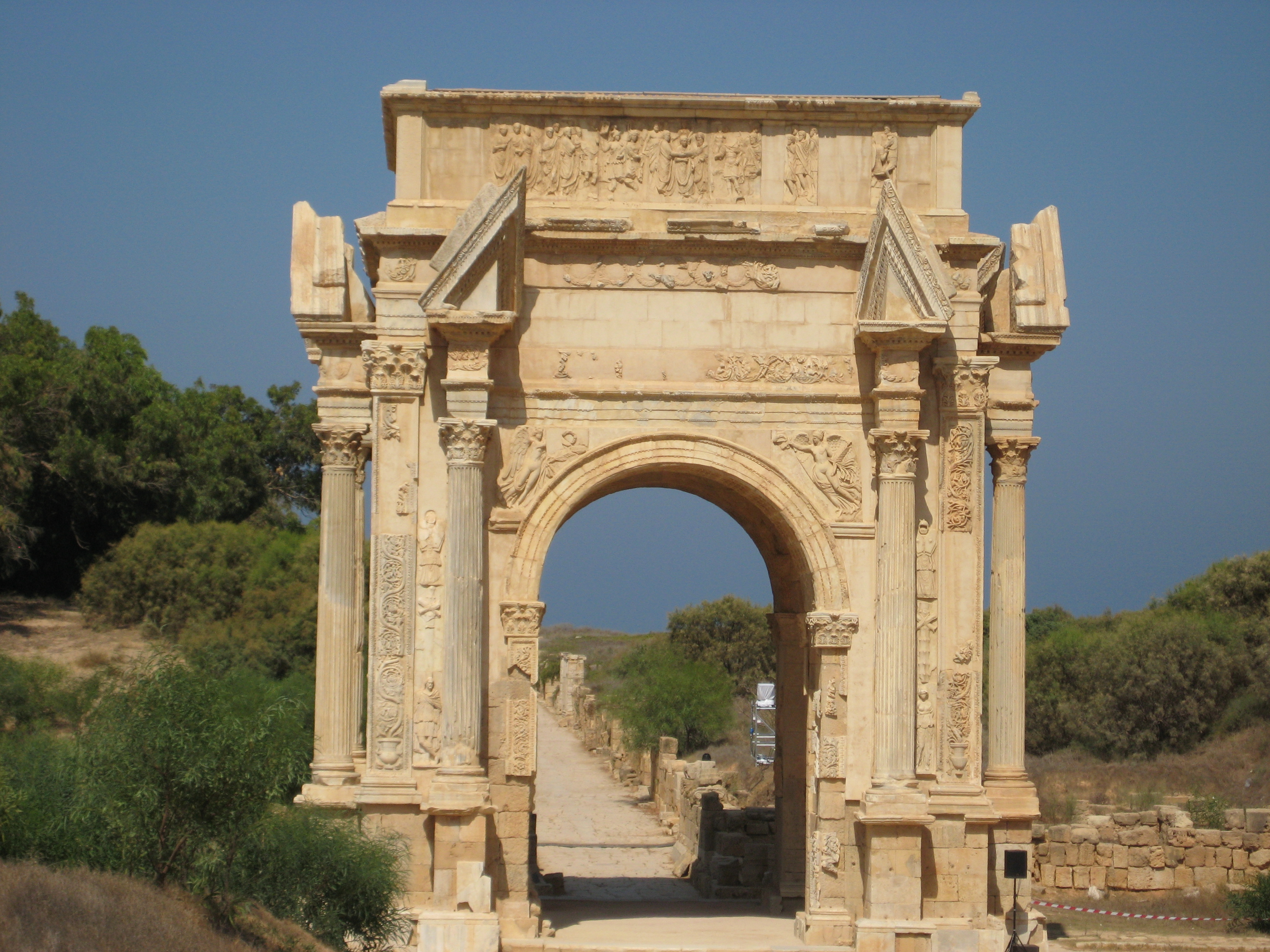
Арка Септимия Севера (Lucius Septimius Severus (11 апреля 146 — 4 февраля 211))
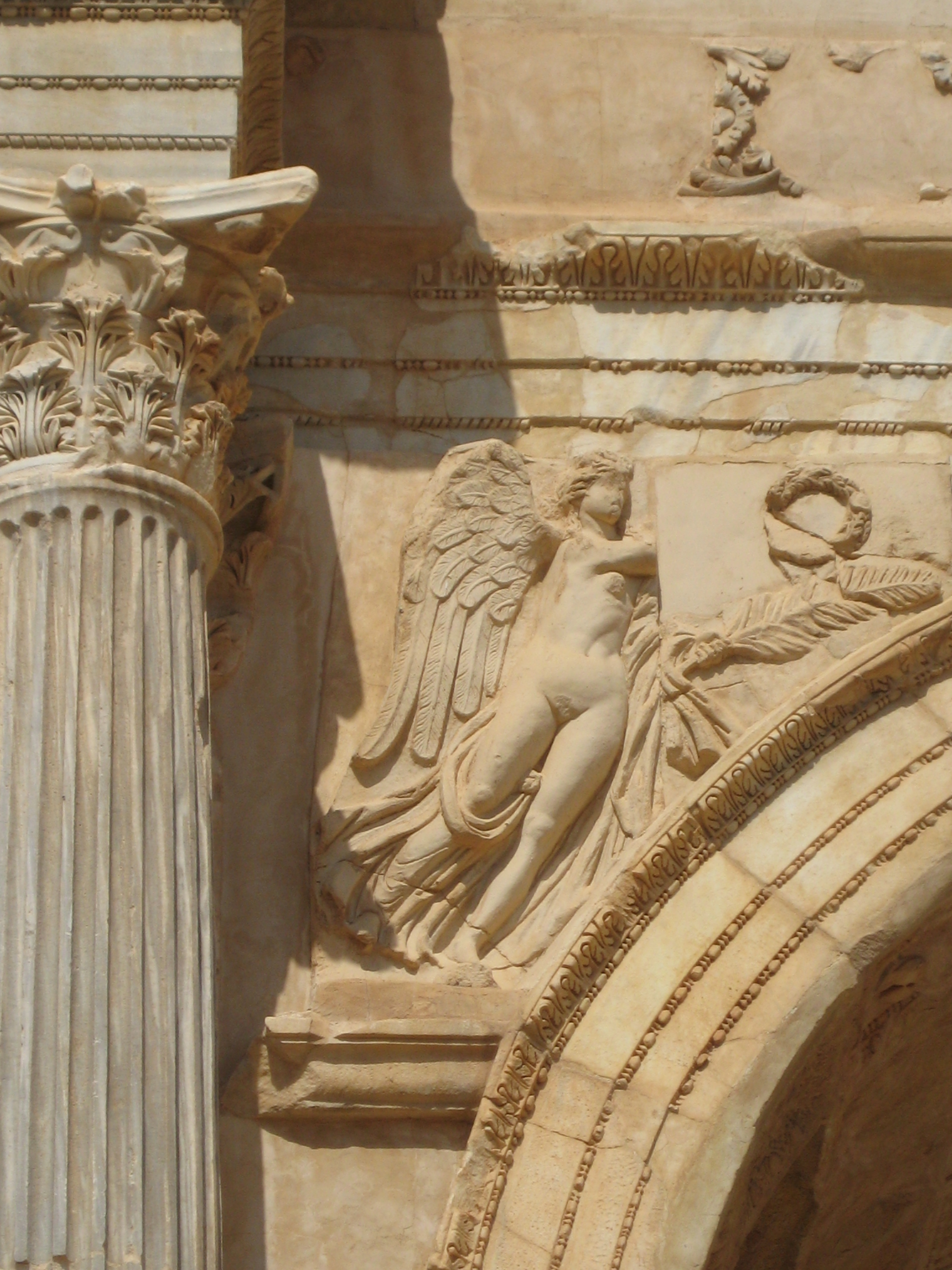
Барельеф на арке Септимия Севера, Ника
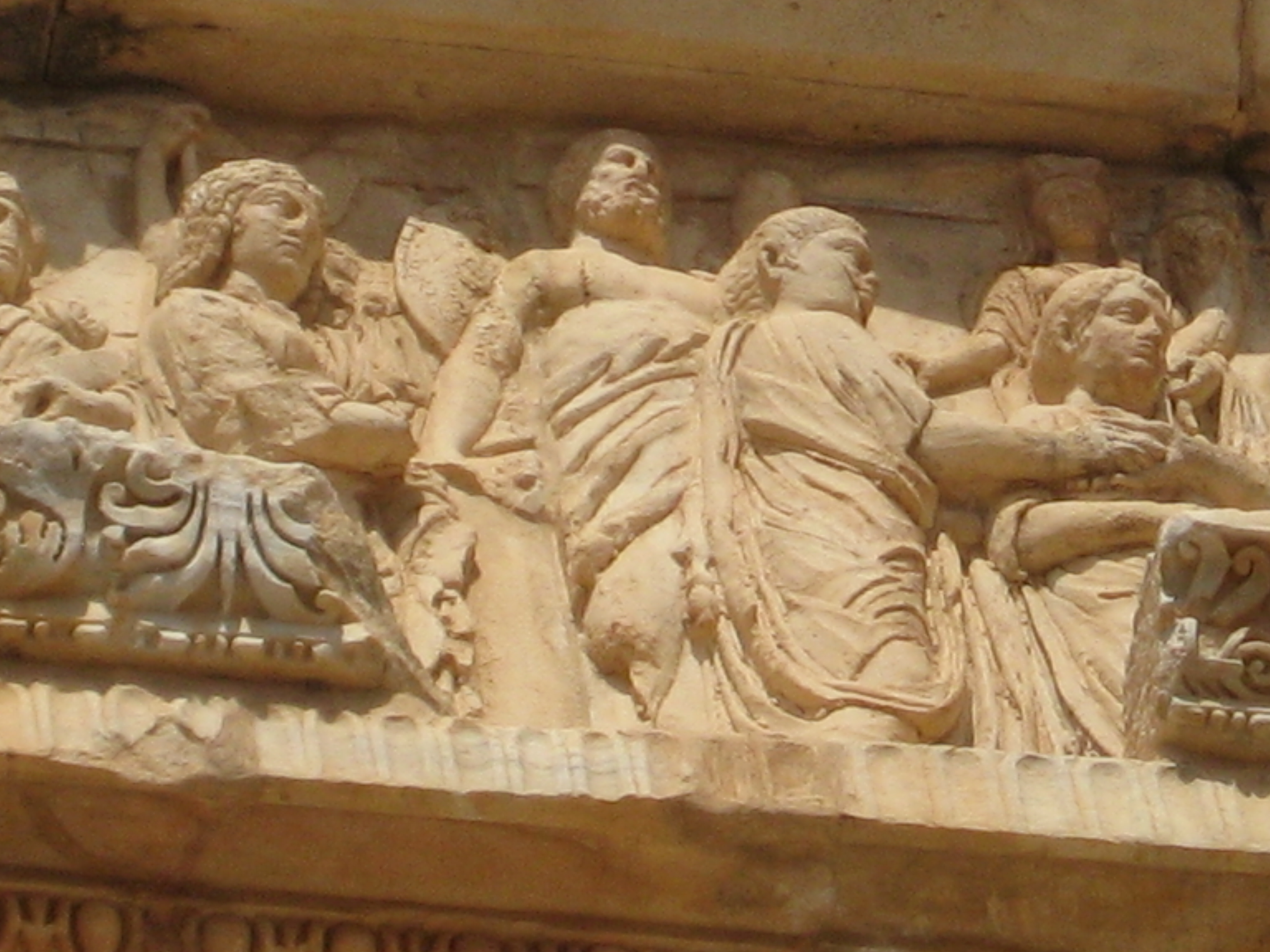
Барельеф на арке Септимия Севера
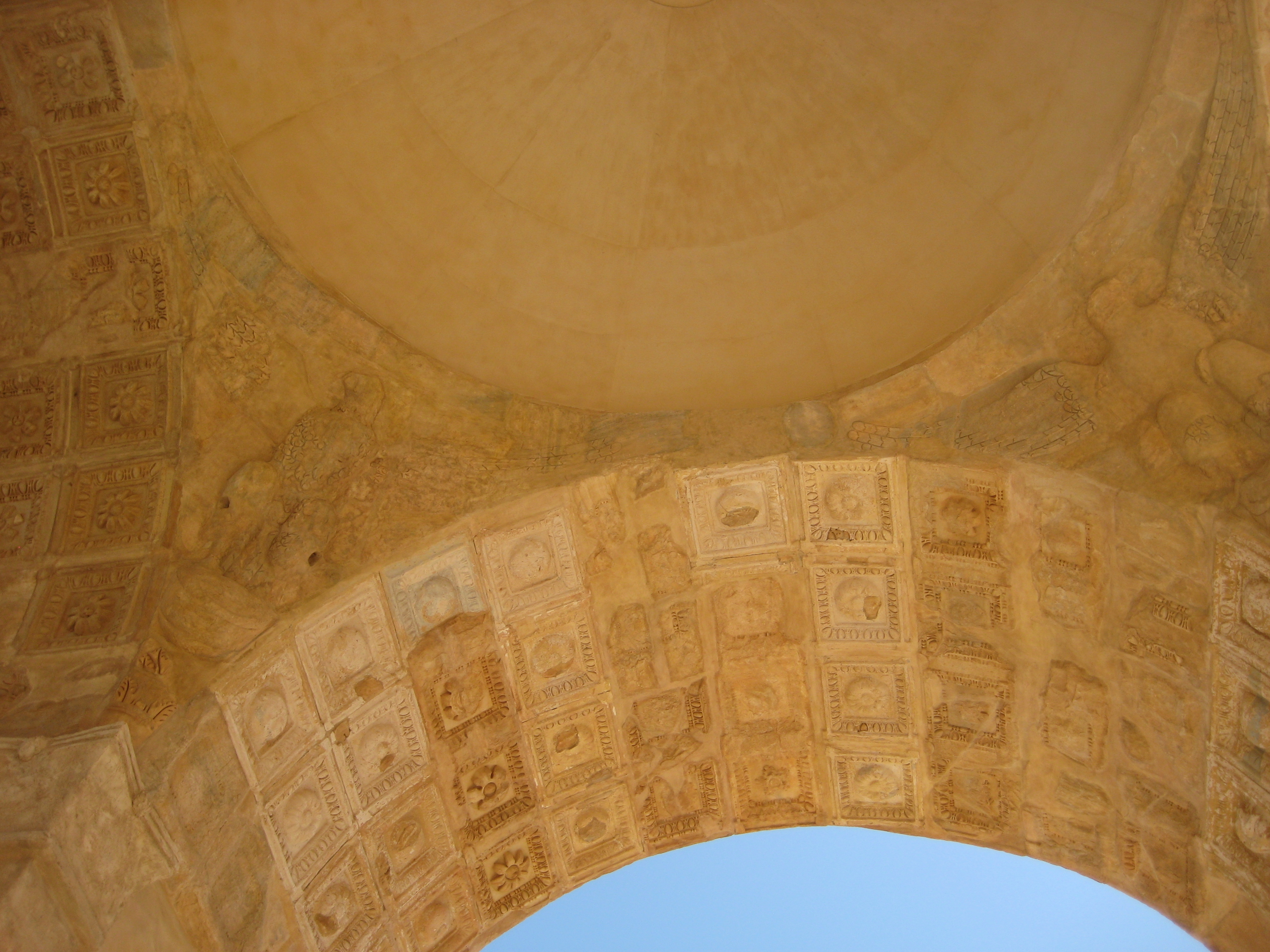
Барельефы с изображением орлов на арке Септимия Севера
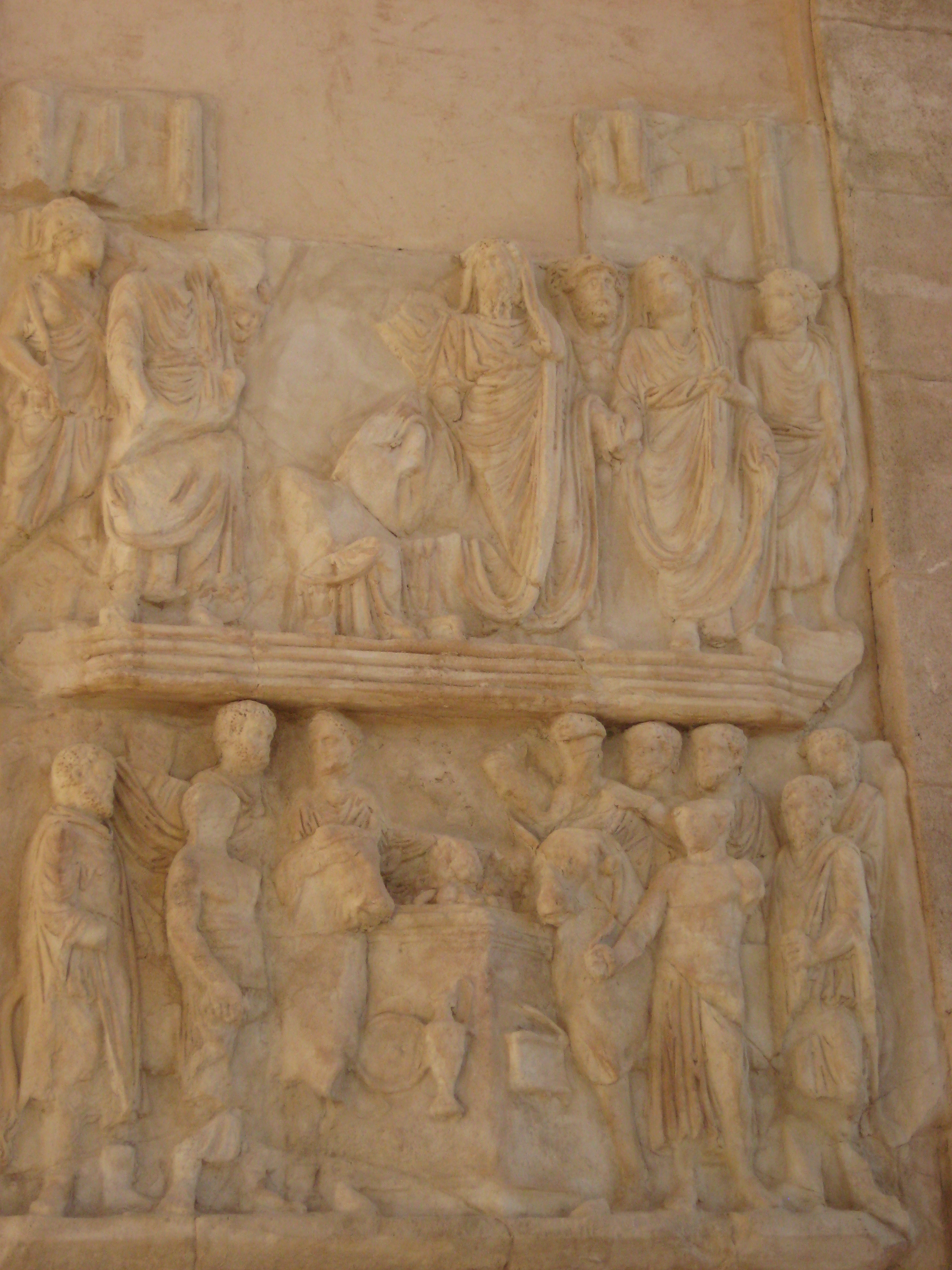
Барельеф на арке Септимия Севера
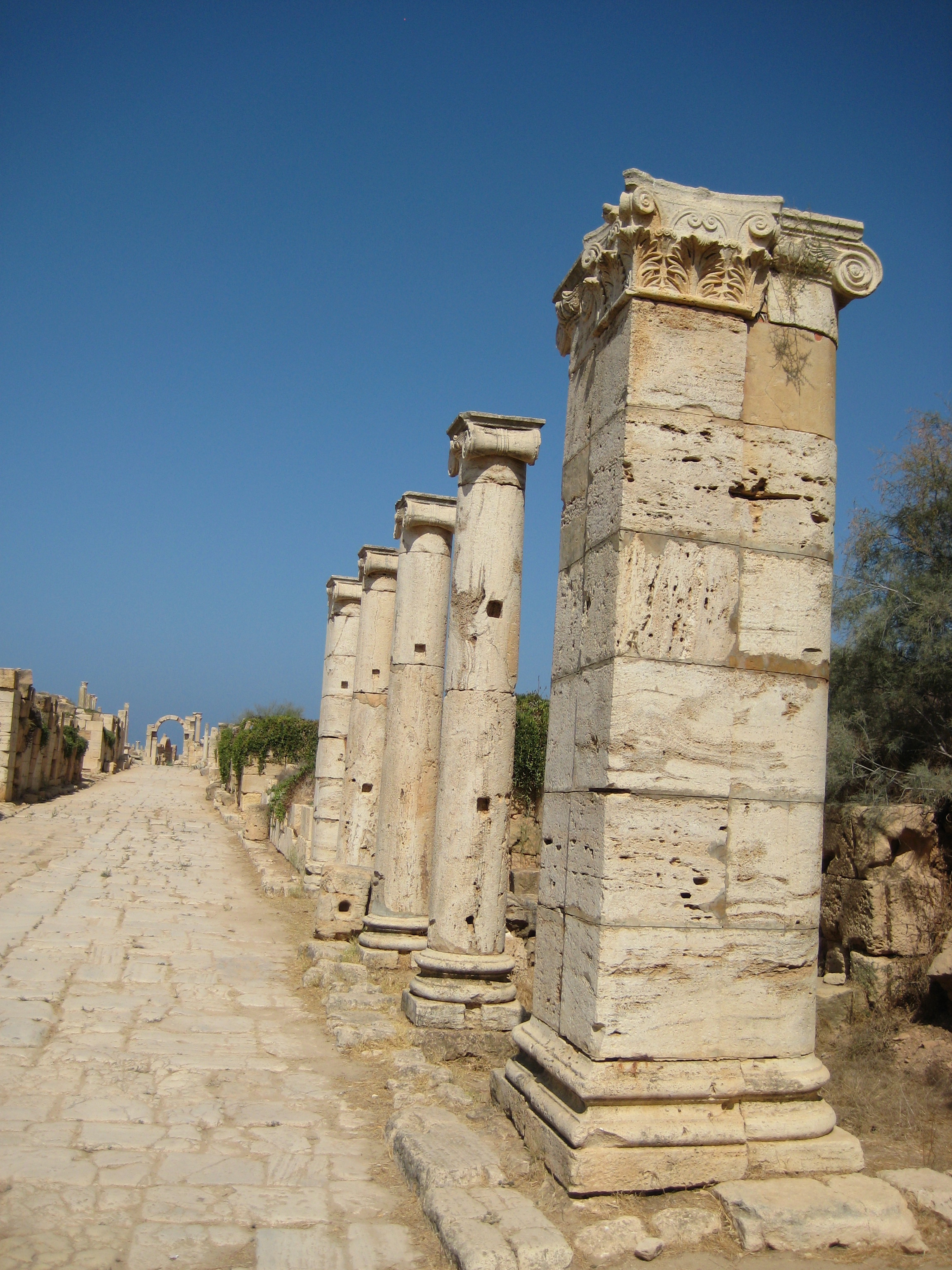
Вид улицы (от арки Септимия Севера до Траянской арки)
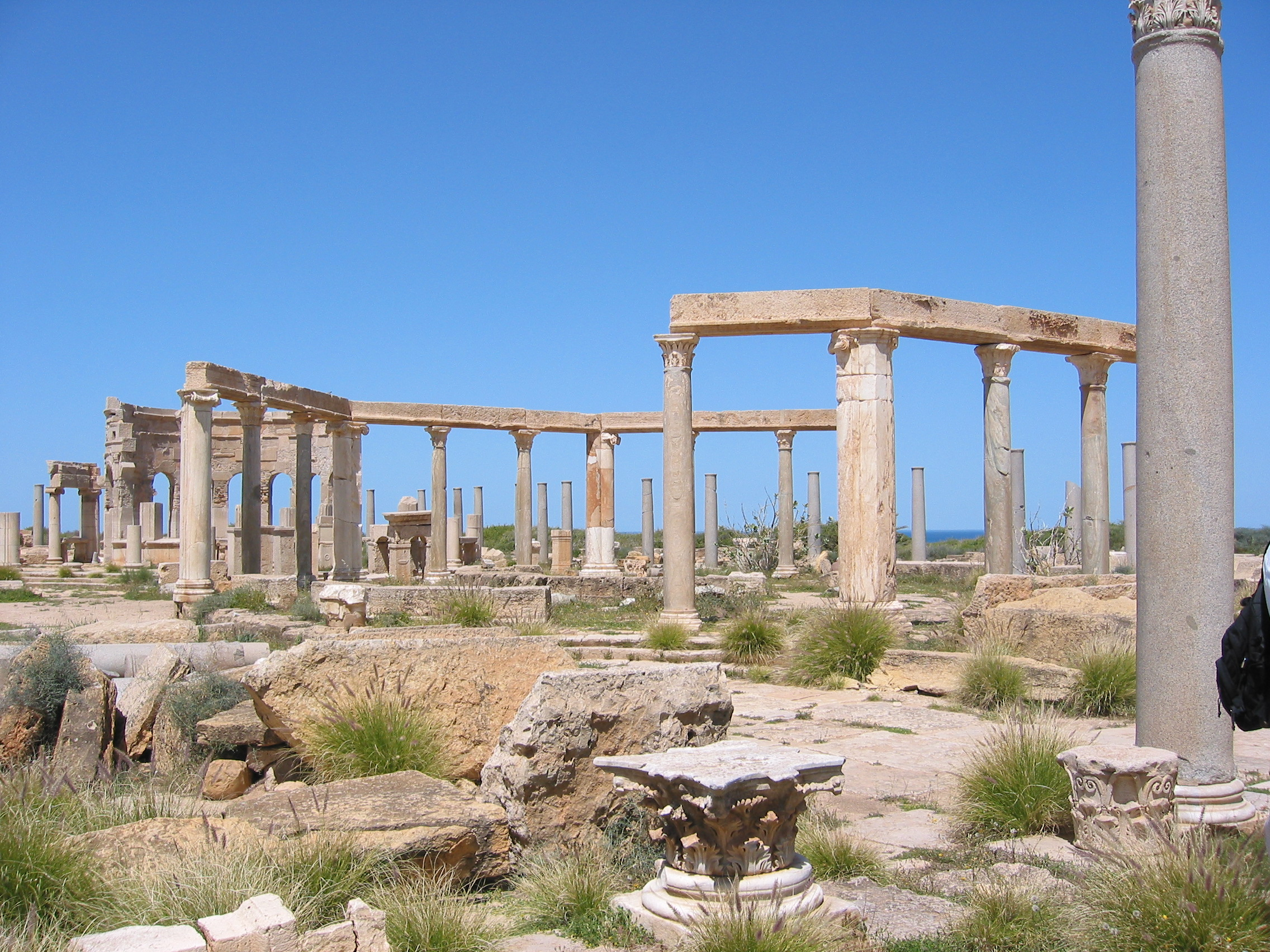
Рынок
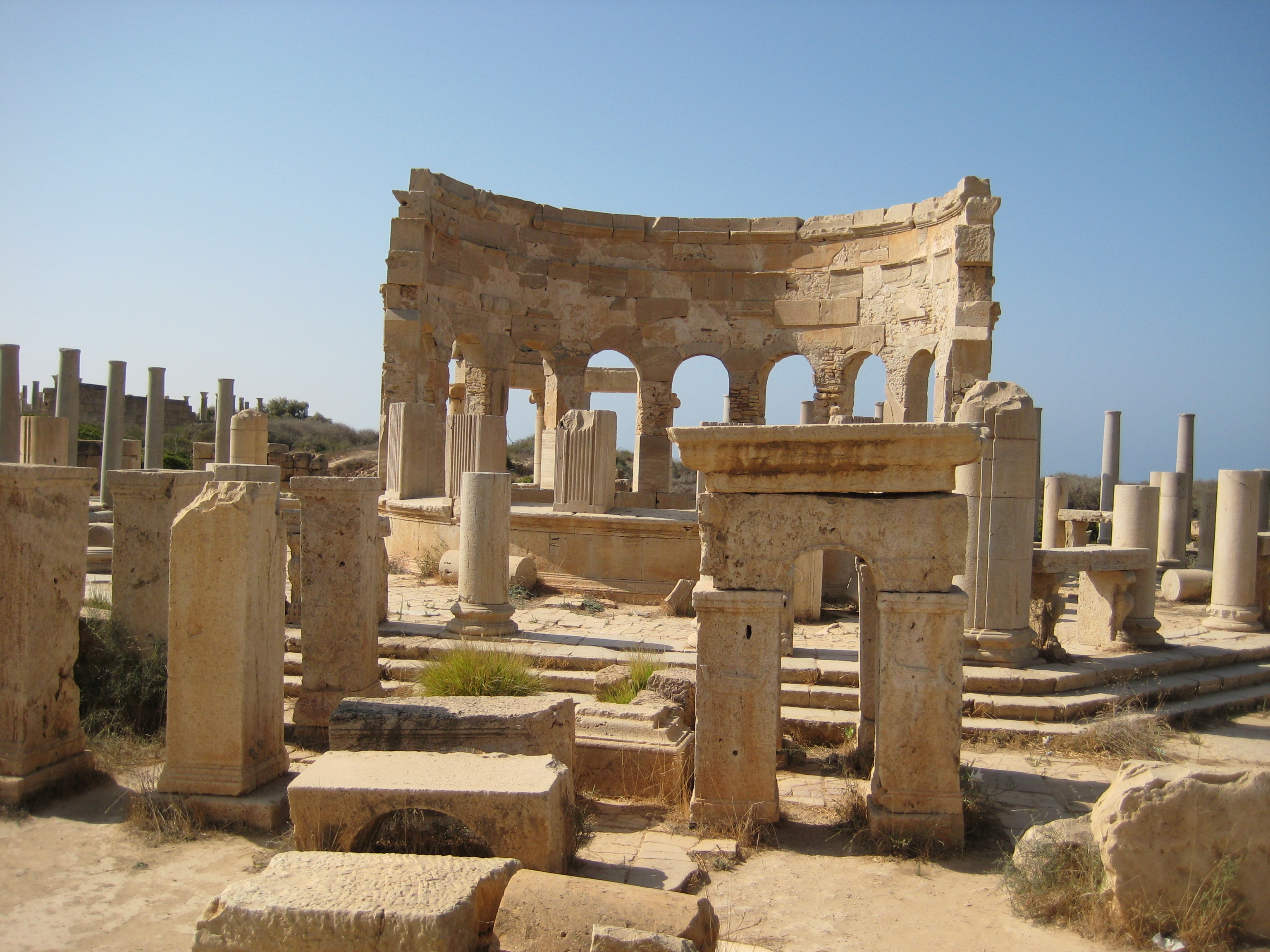
Рынок
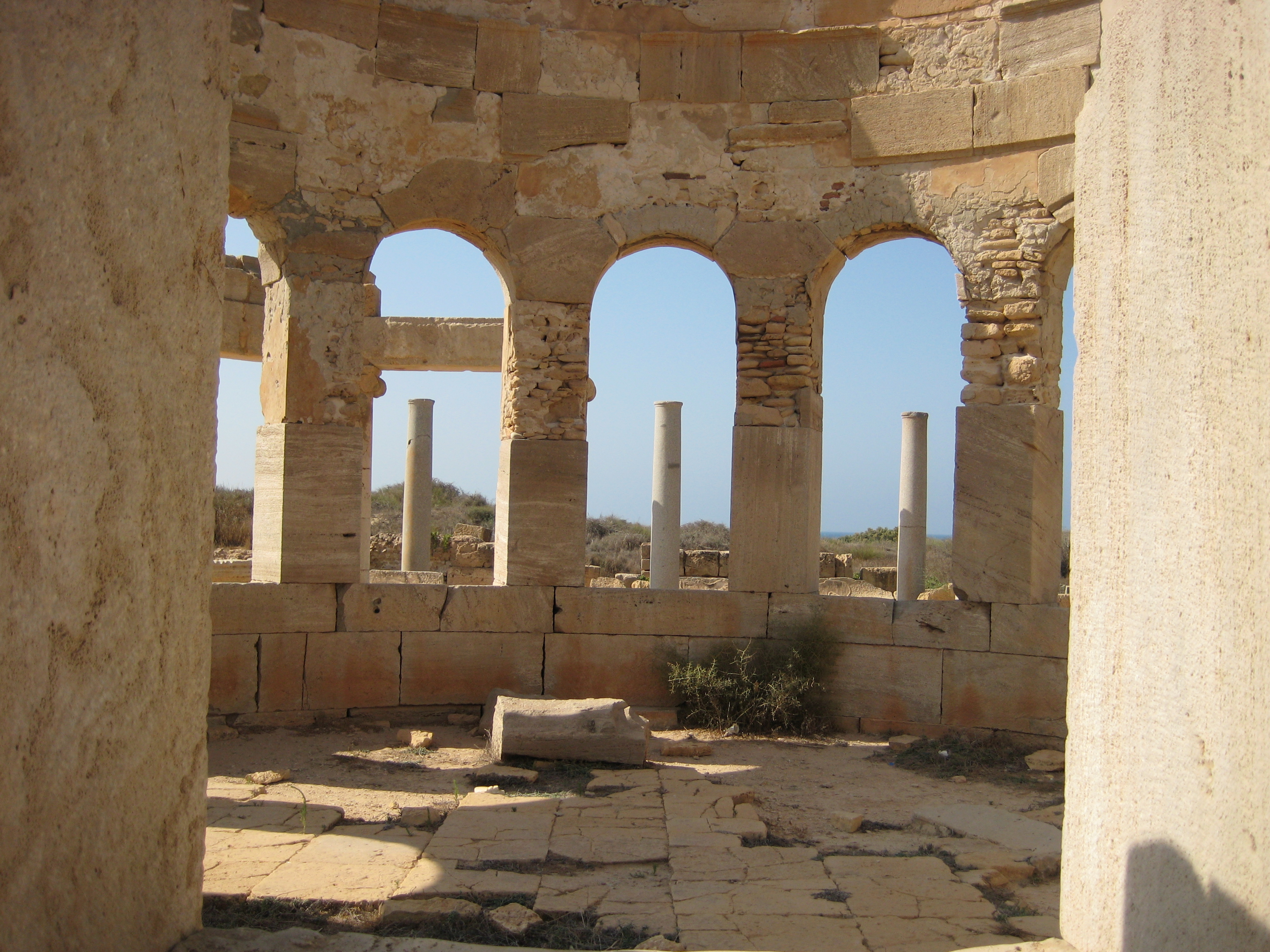
Рынок
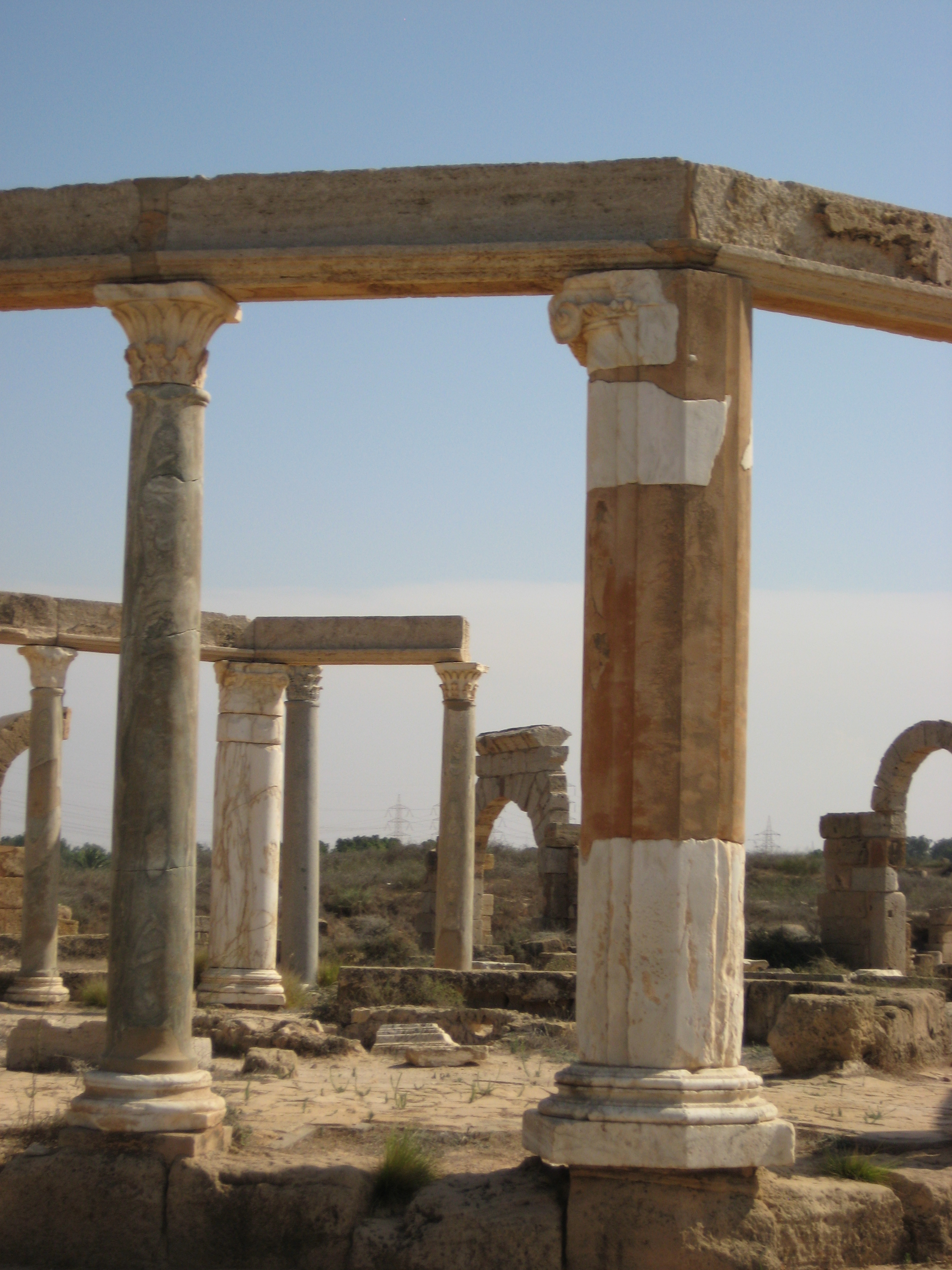
Рынок
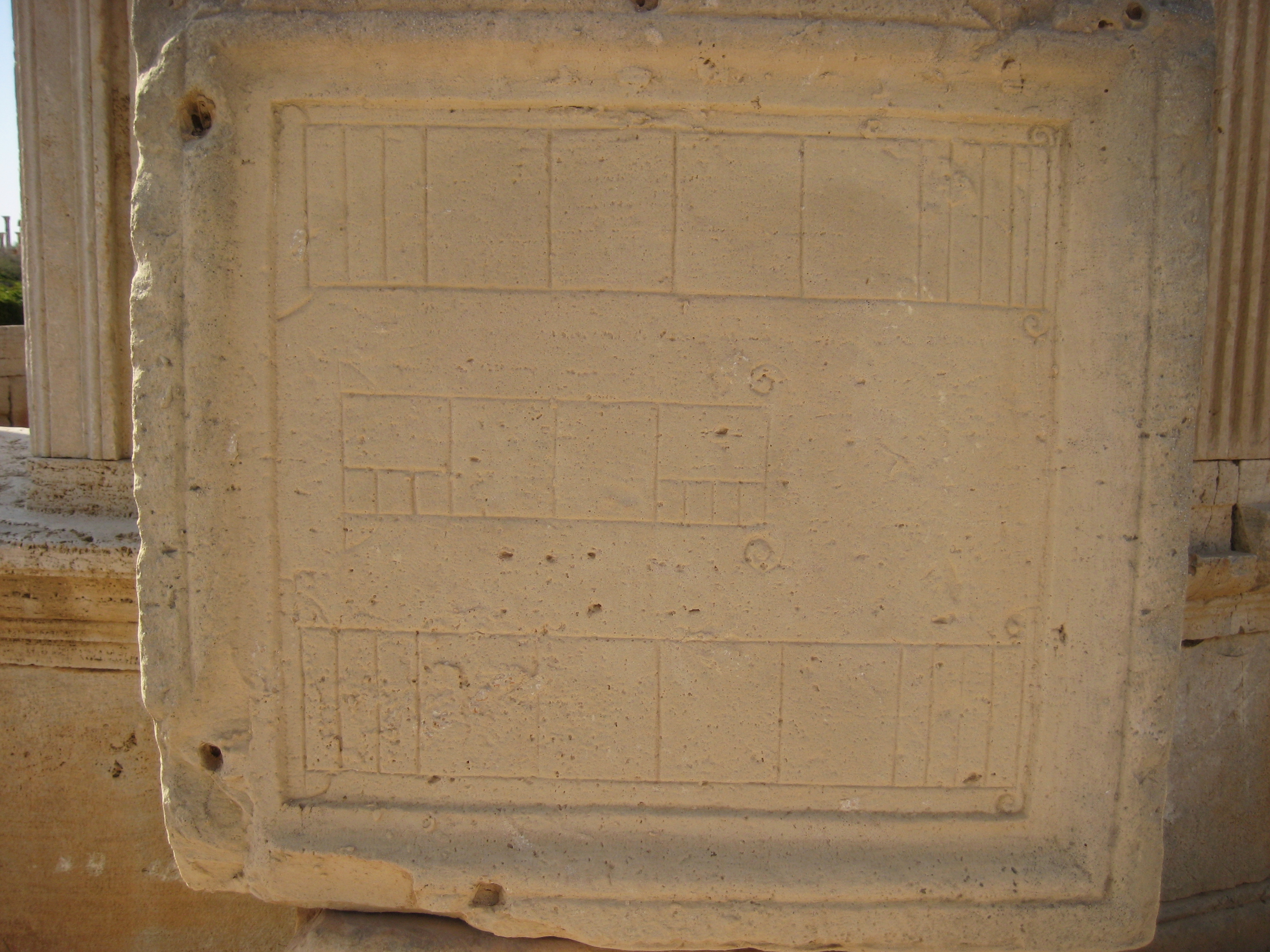
Конвертер мер, пунический локоть 51,5 см /римский фут 29,6 см / александрийский (птолемеевский) локоть 5 см, рынок
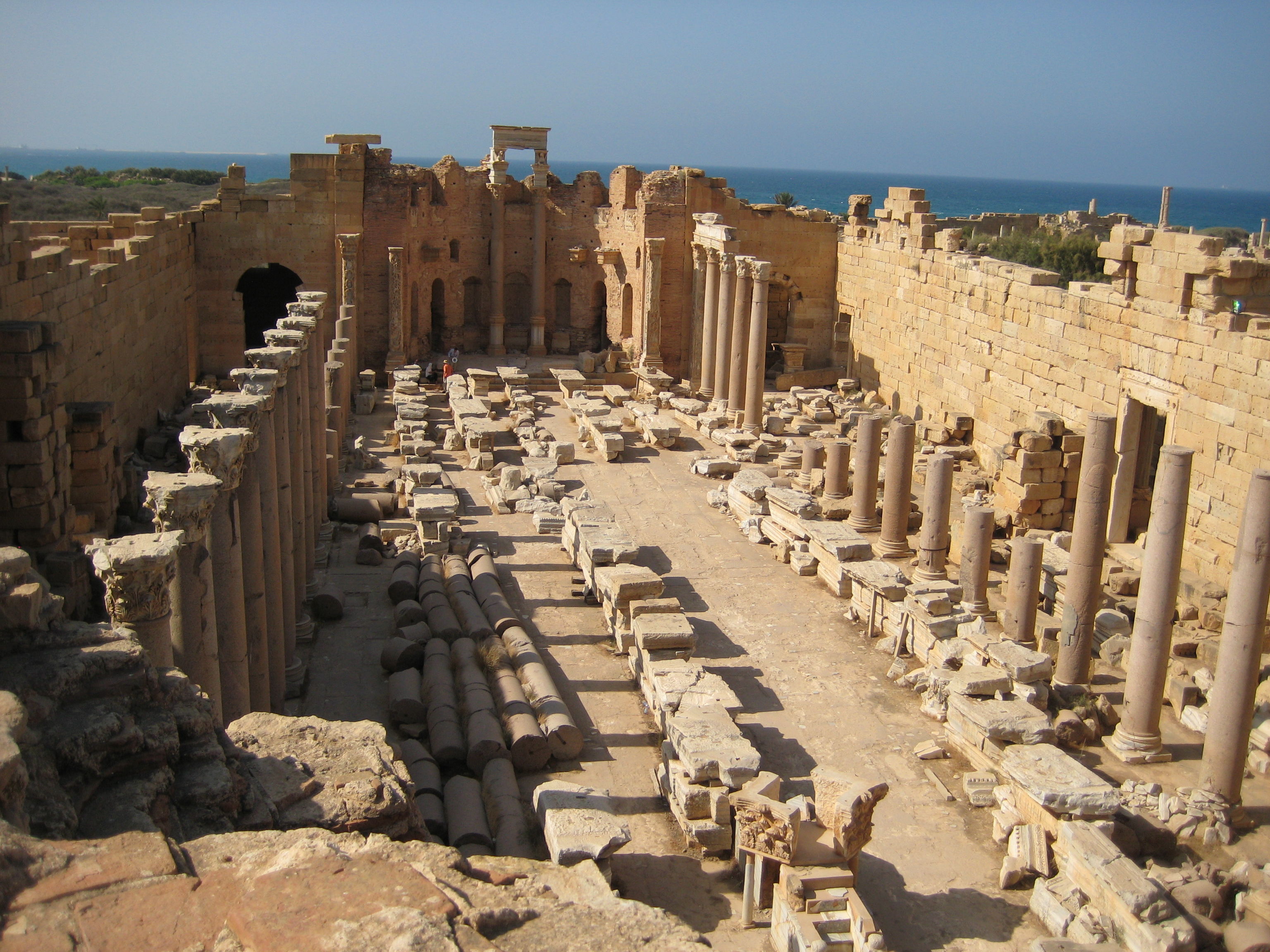
Базилика Септимия Севера
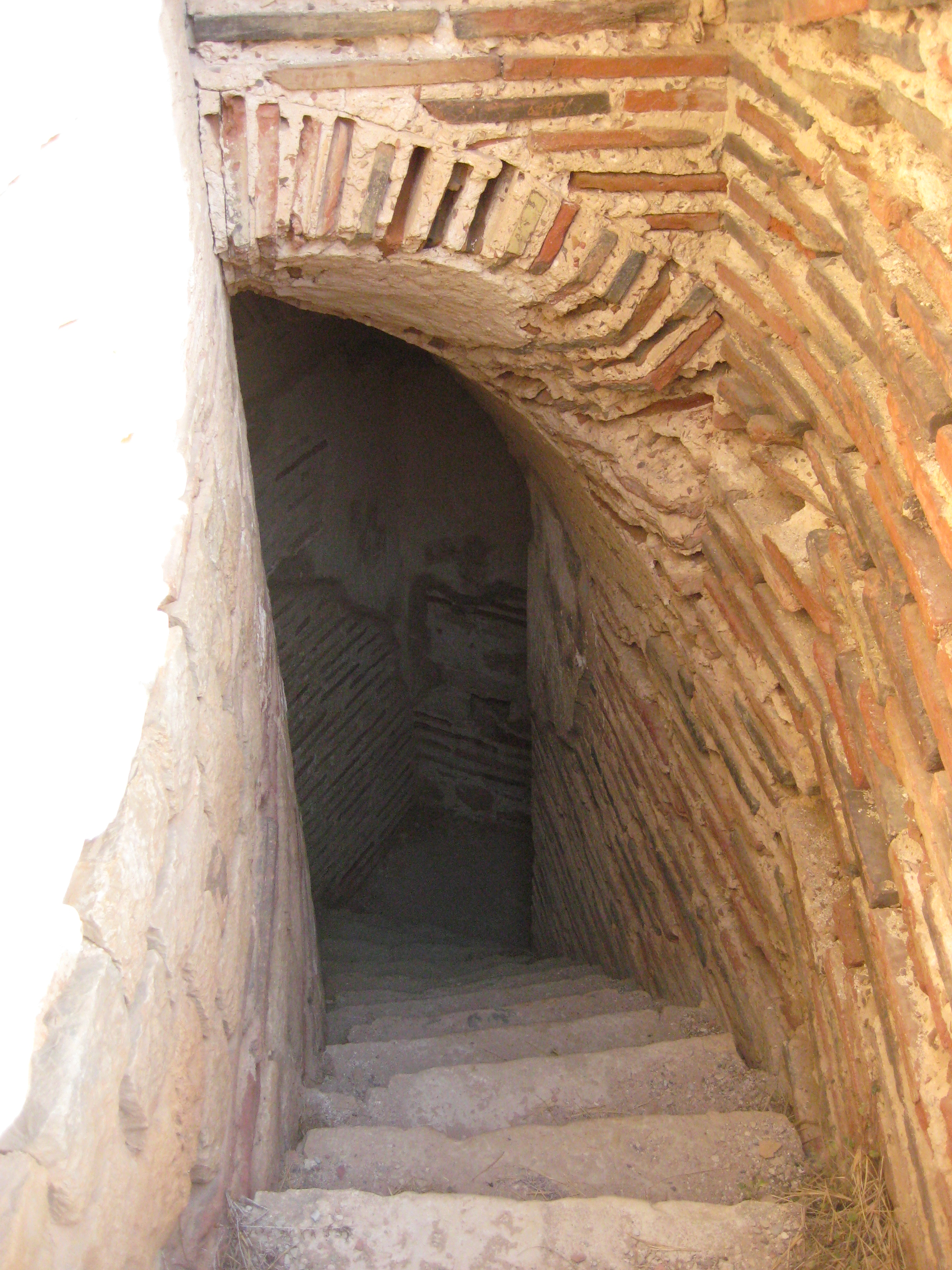
Лестница Базилики Септимия Севера
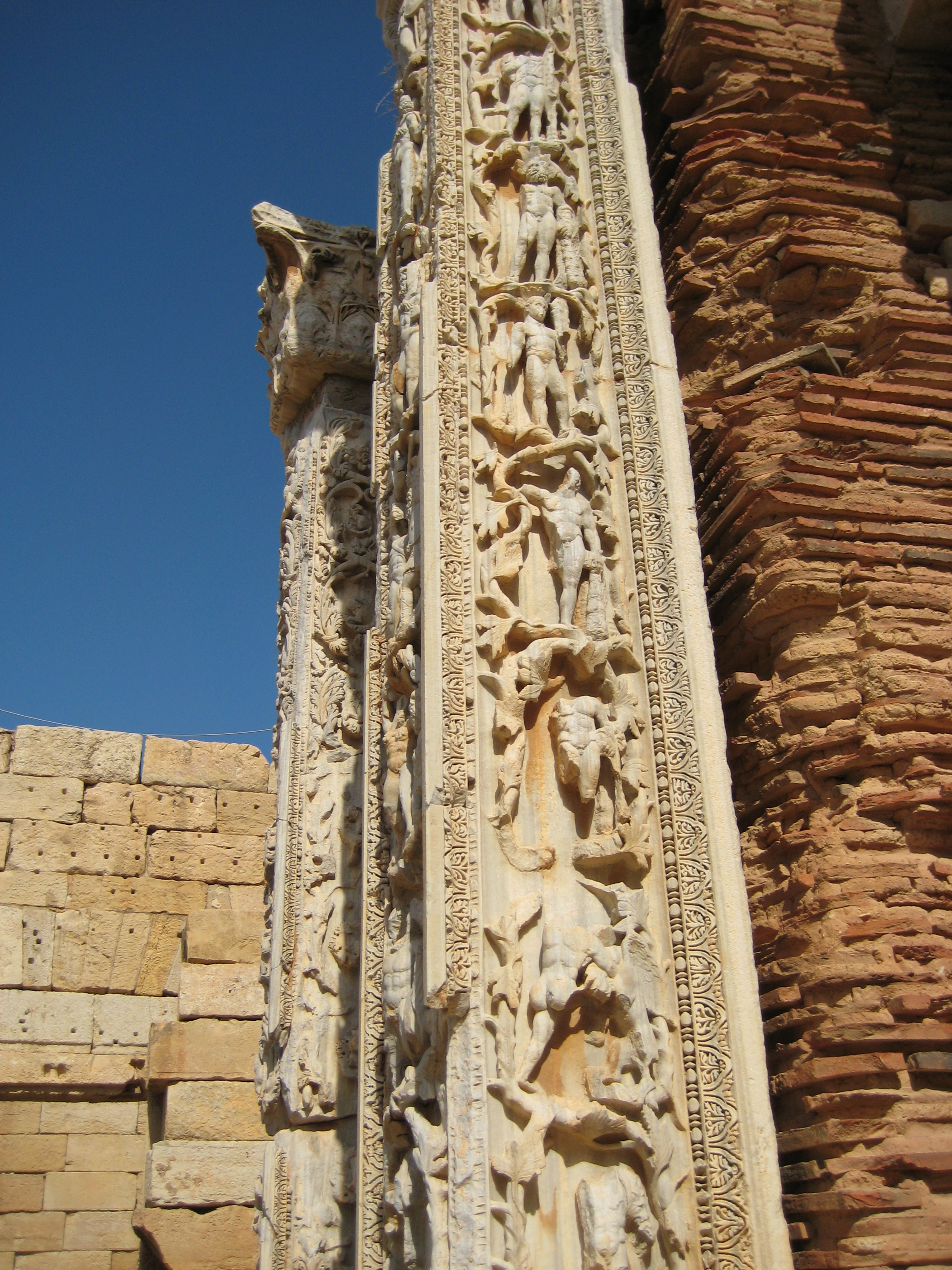
Пилястры базилики Септимия Севера
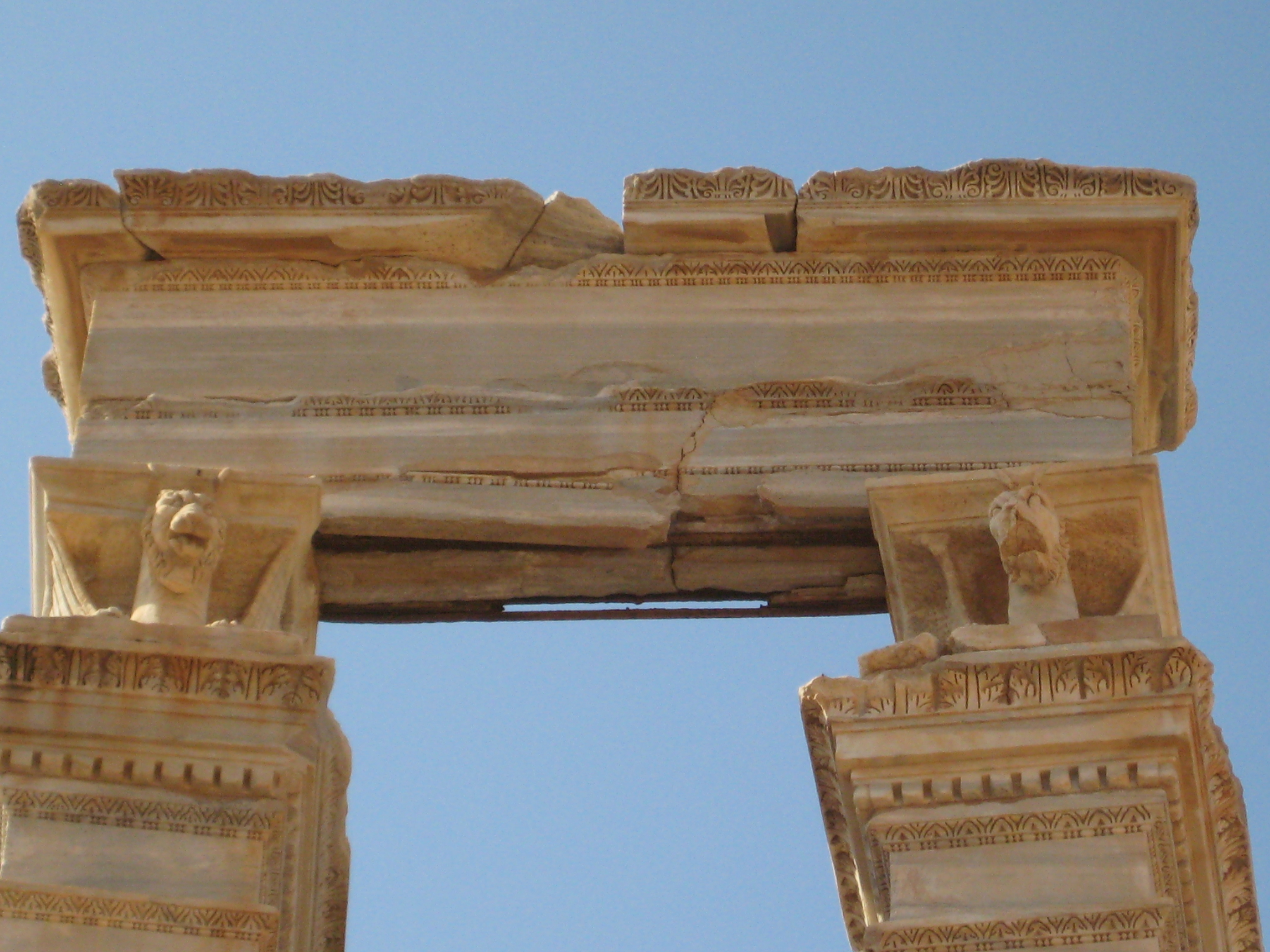
Базилика Септимия Севера
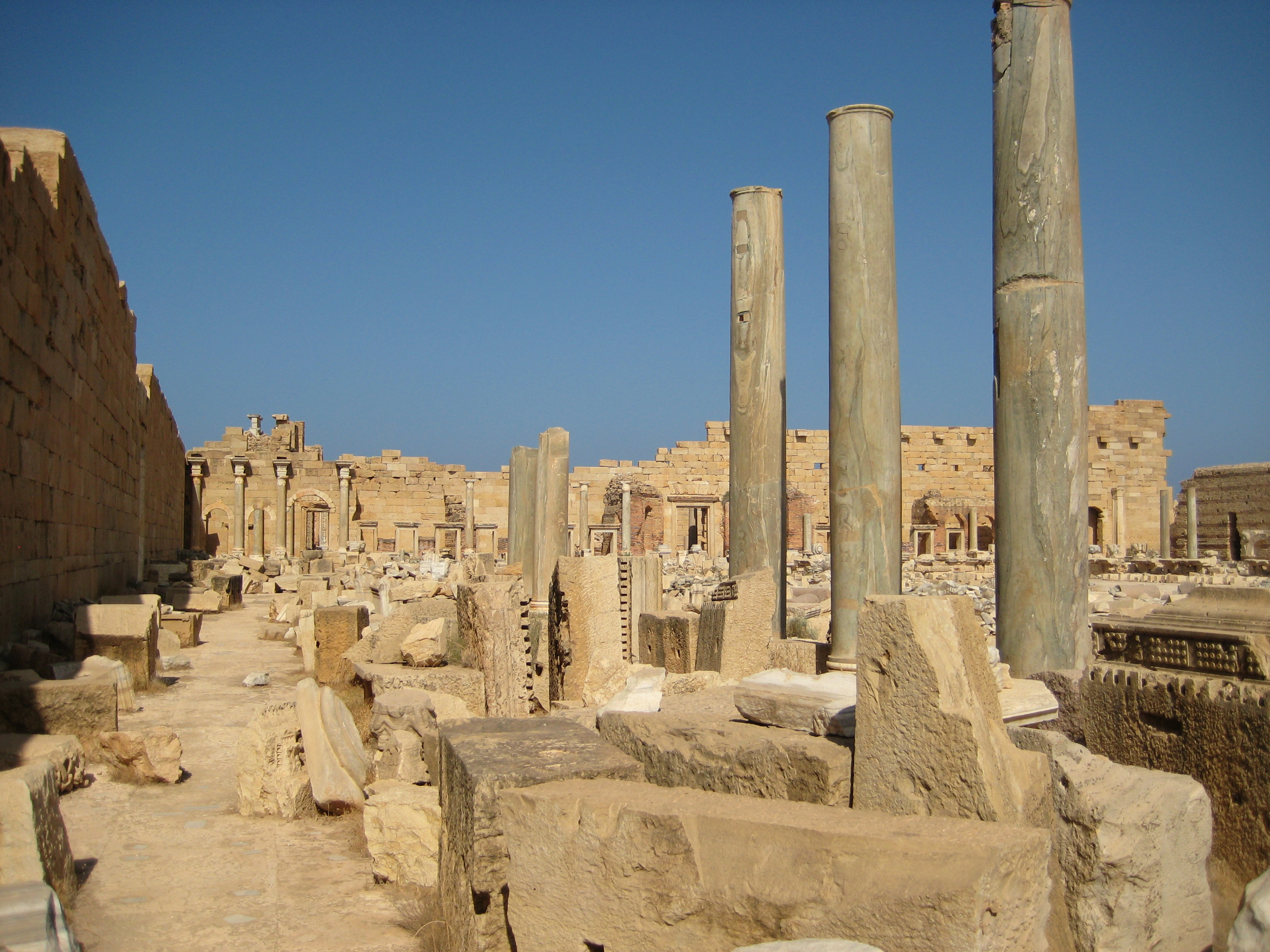
Форум
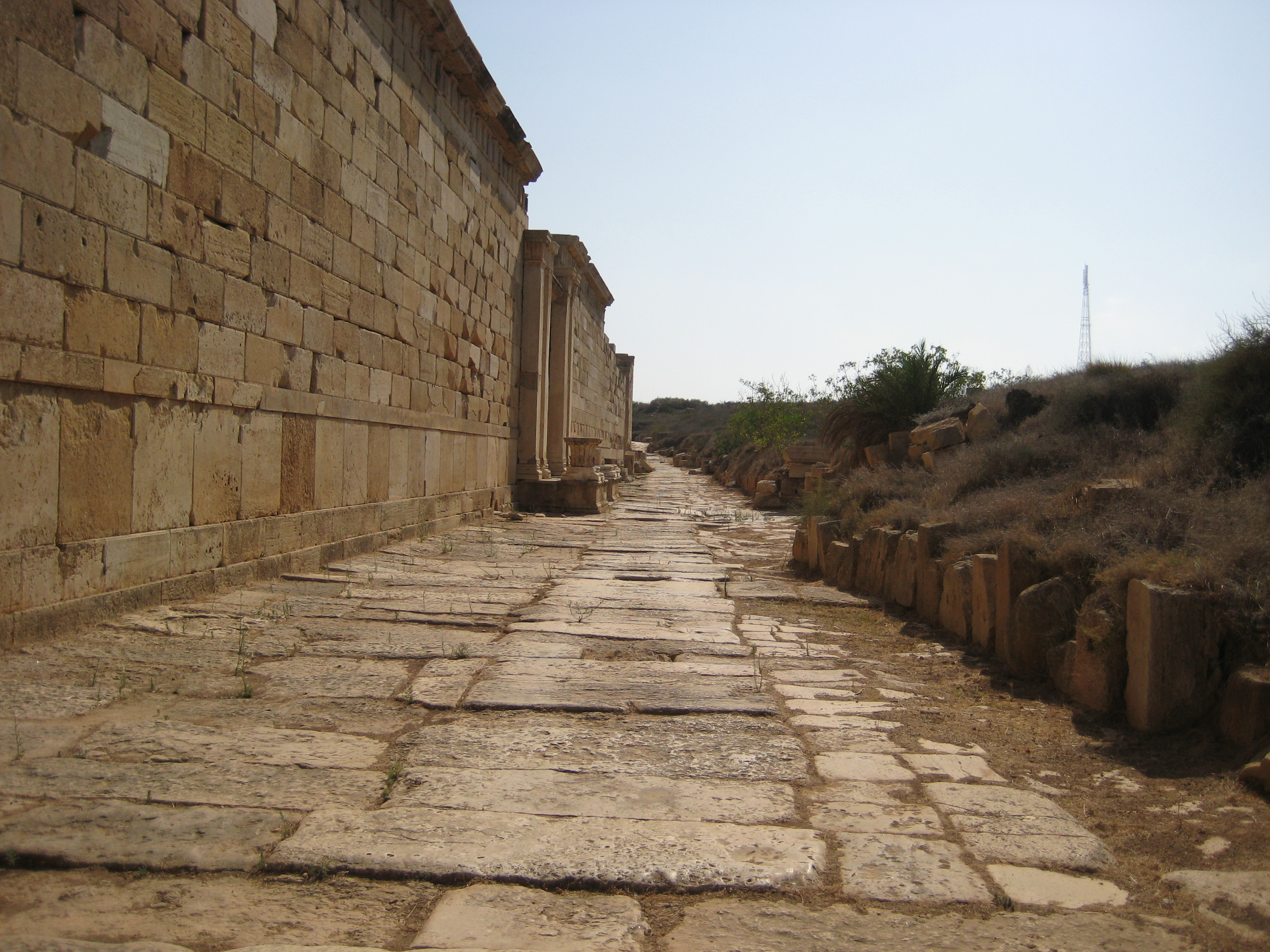
Внешняя стена форума
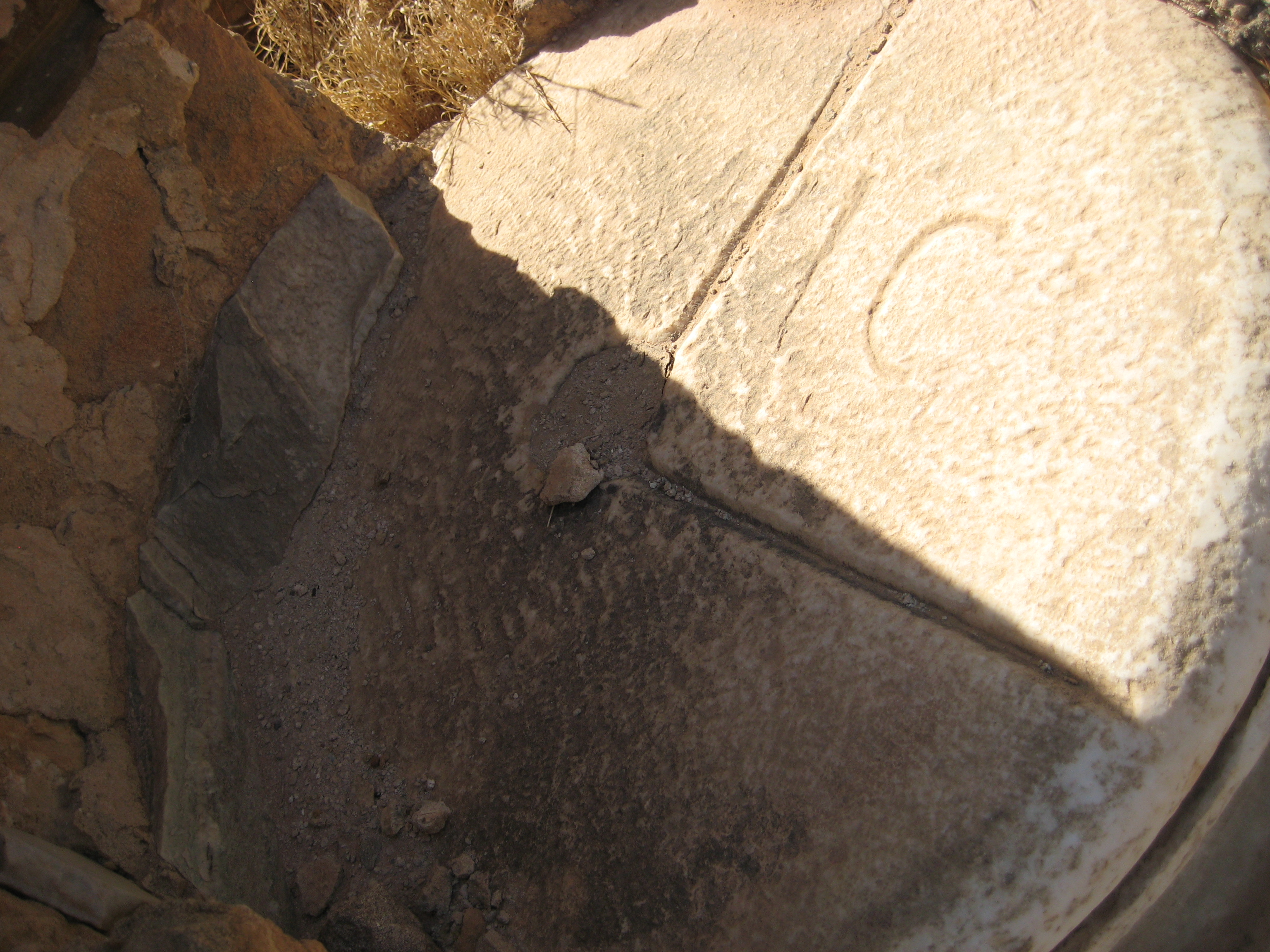
Основание колонны, форум
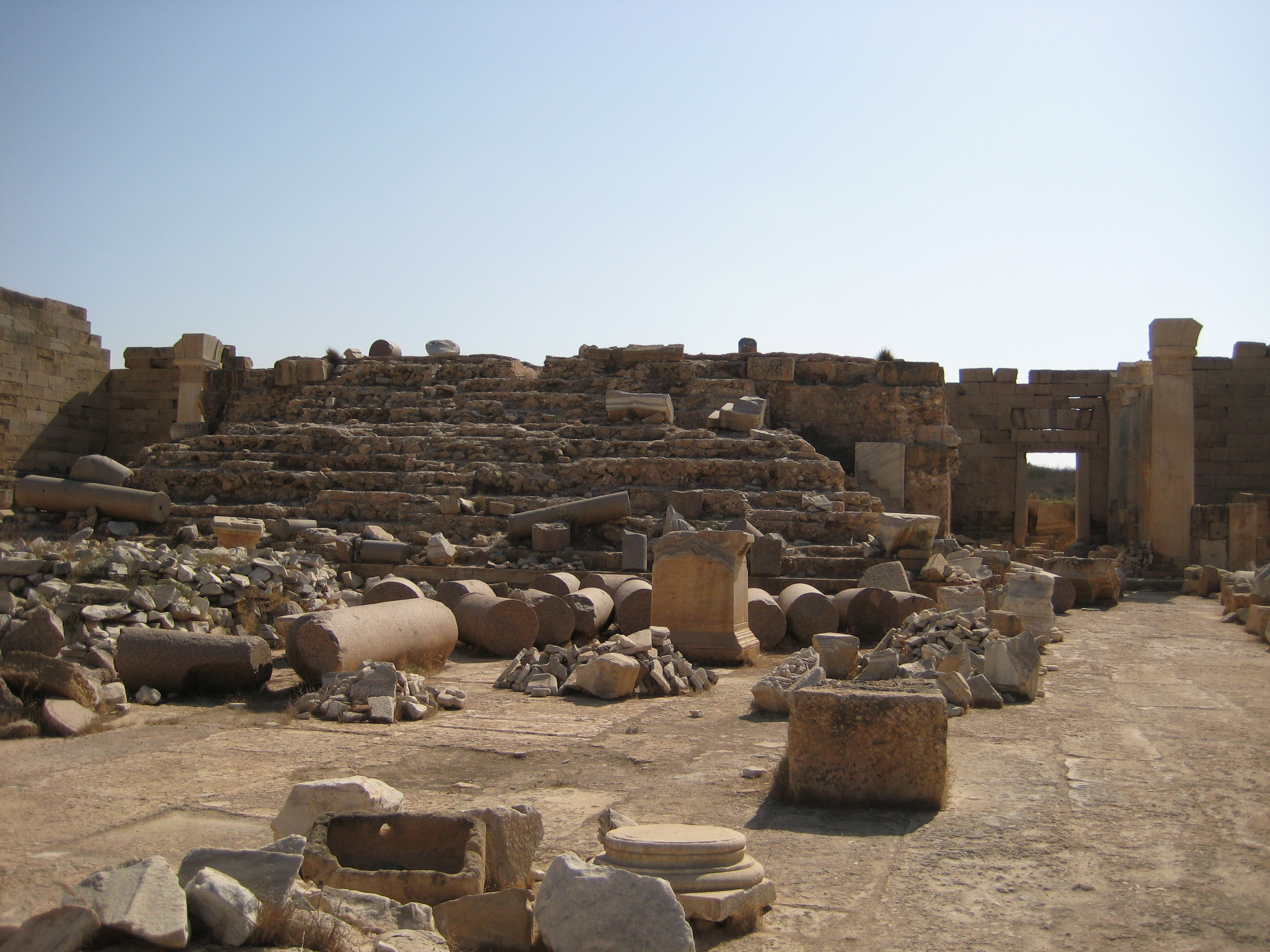
Форум, вид на базилику Септимия Севера
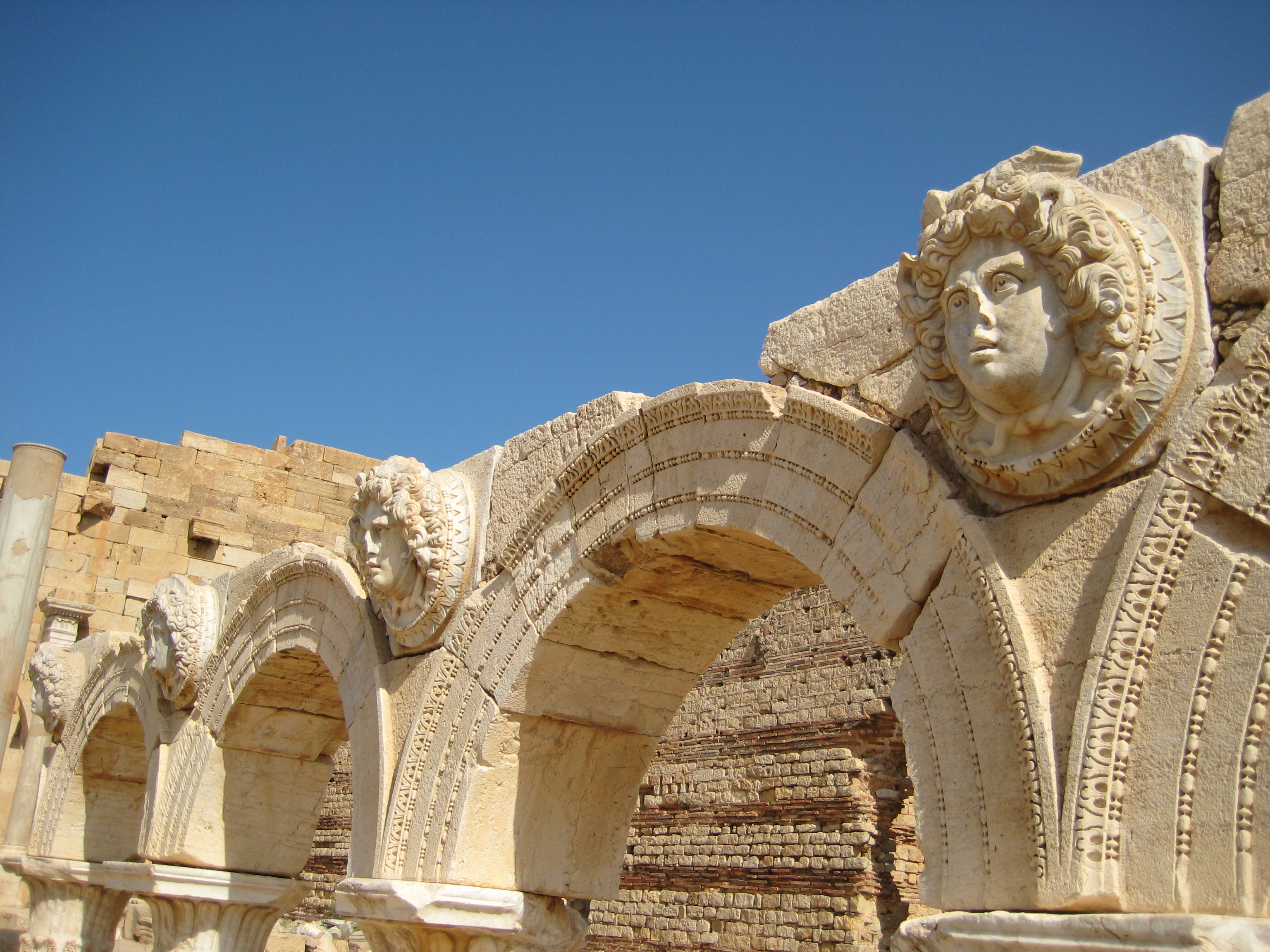
Арки, окружавшие площадь форума.
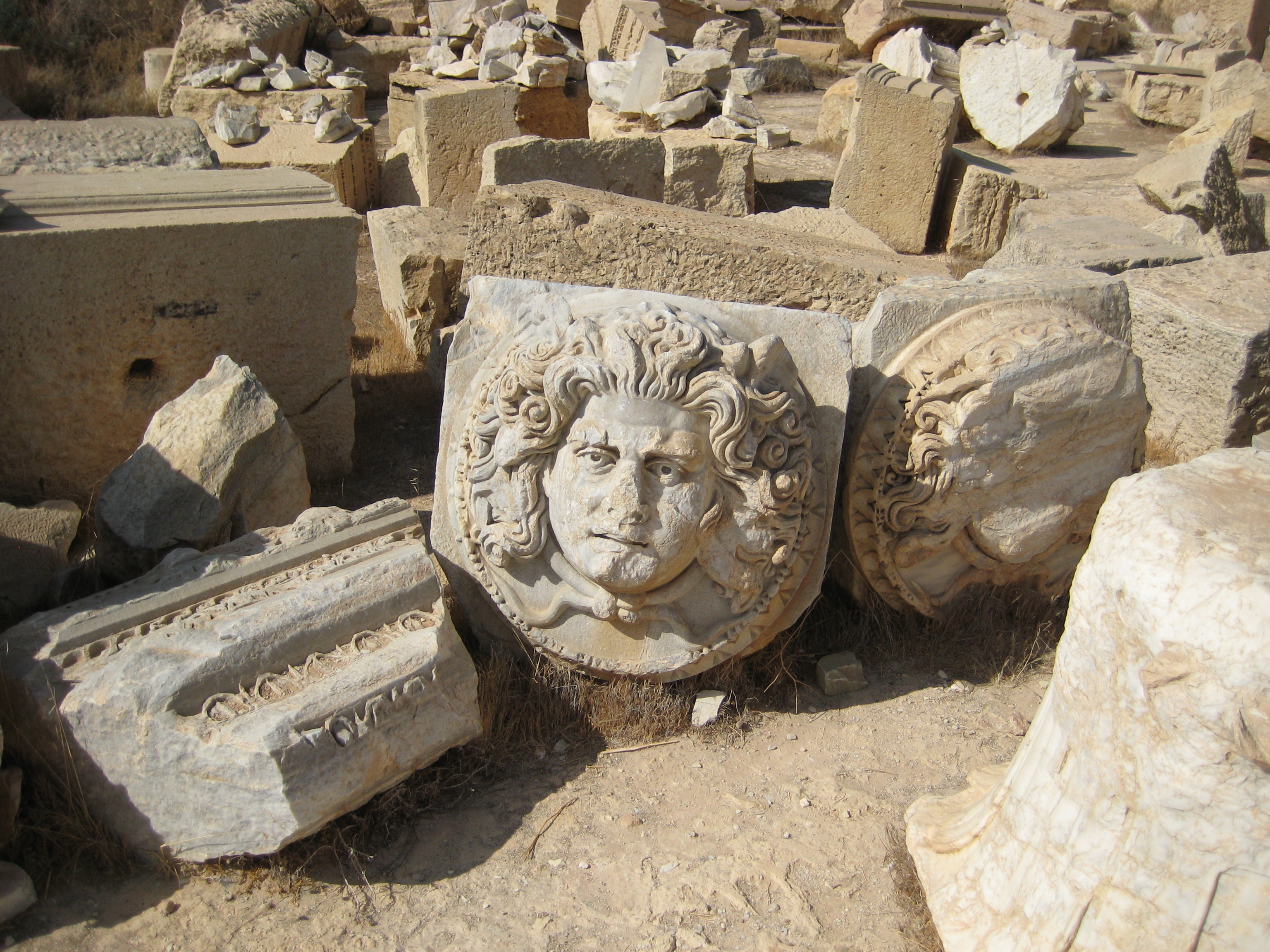
Голова Медузы, форум
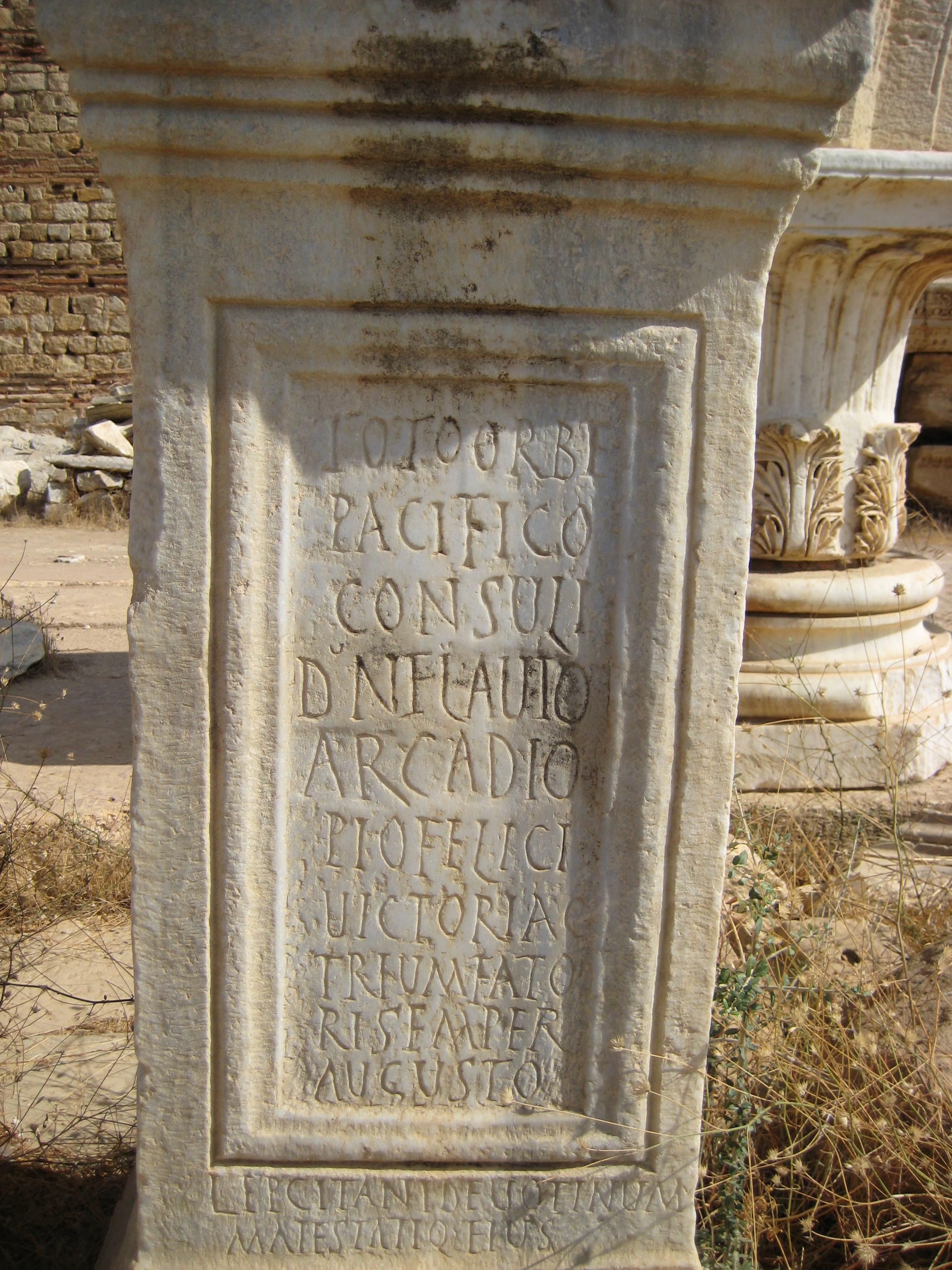
Надпись, форум
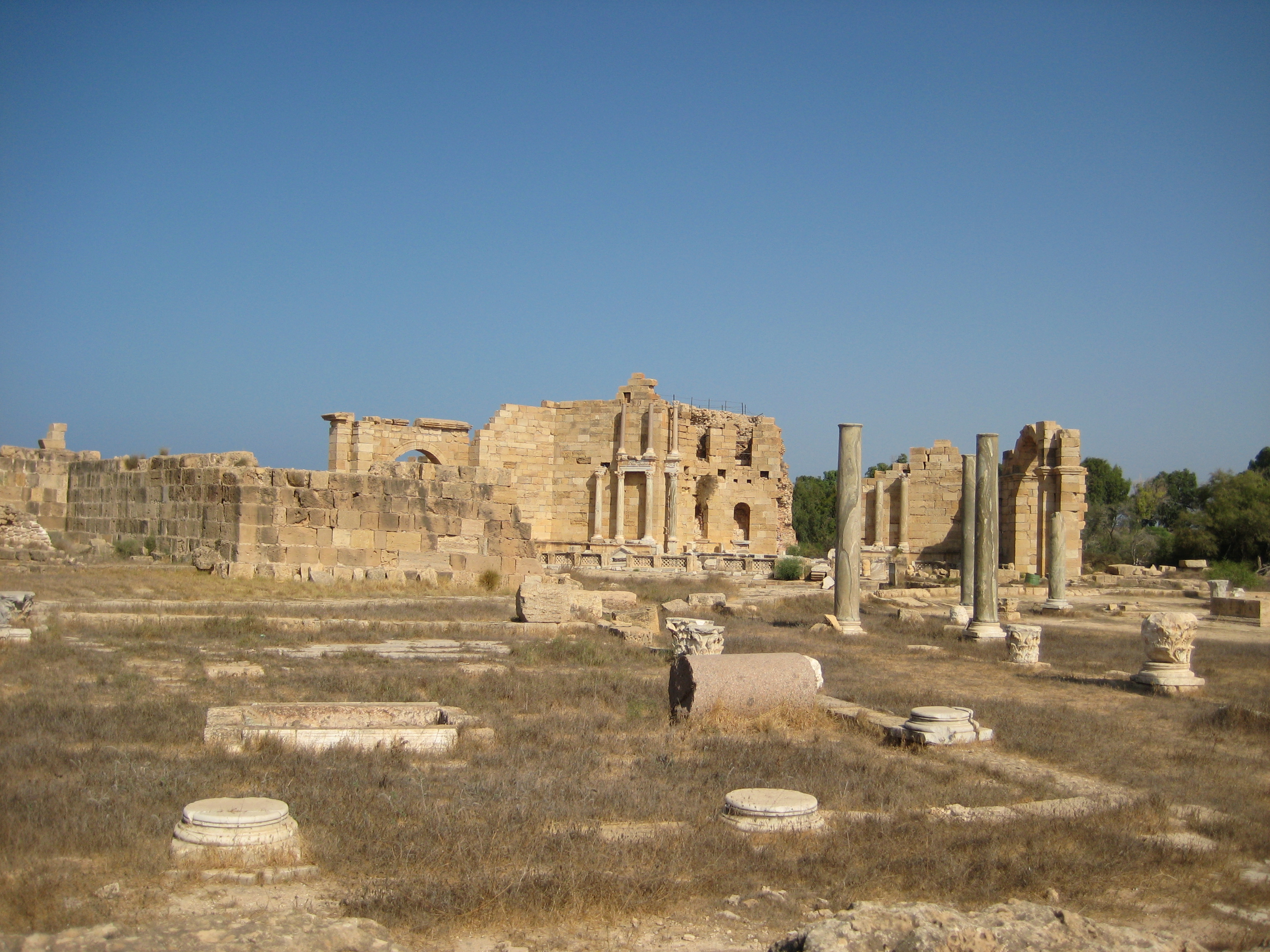
Нимфеум
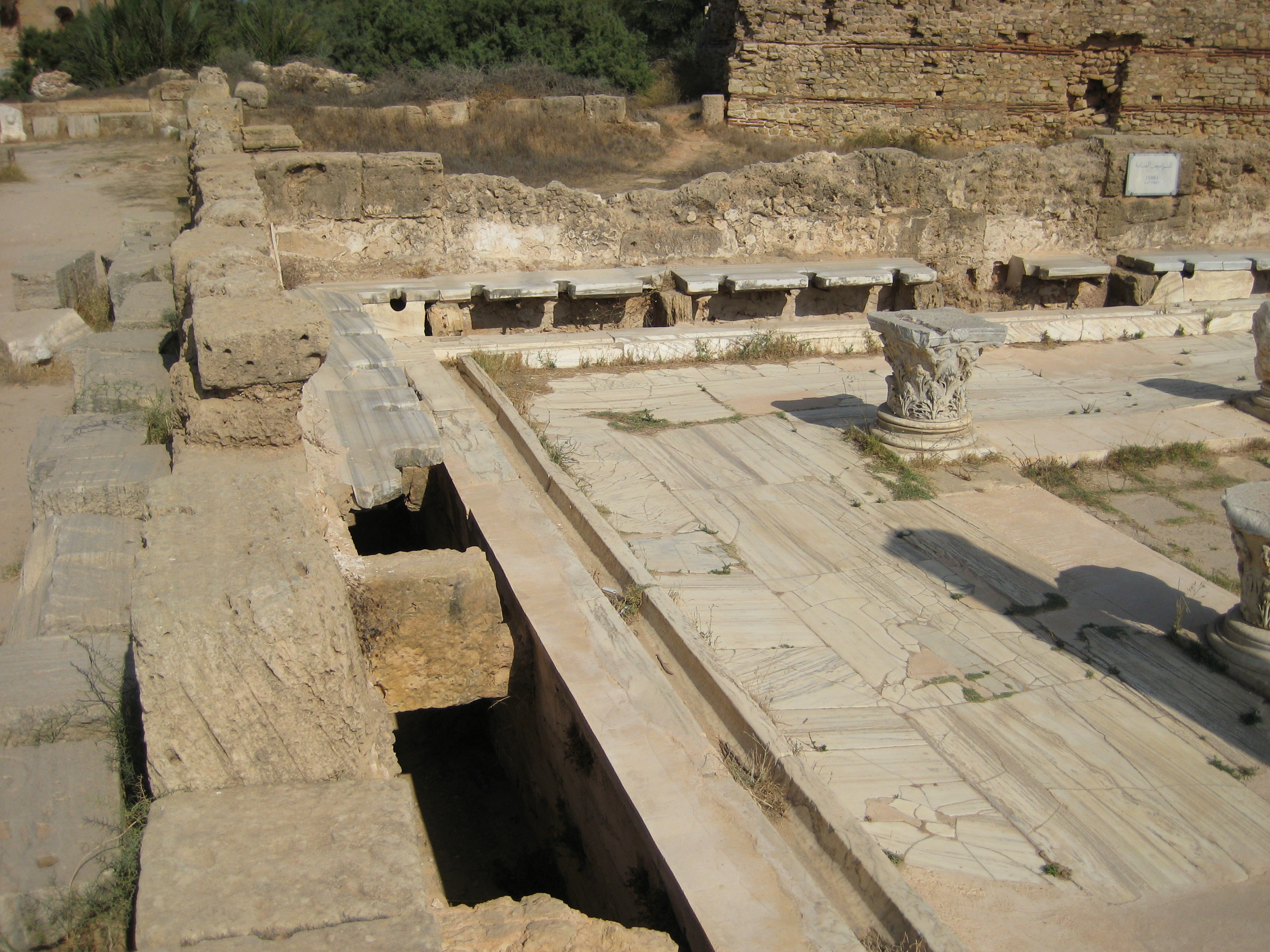
Общественная уборная (Латрина)
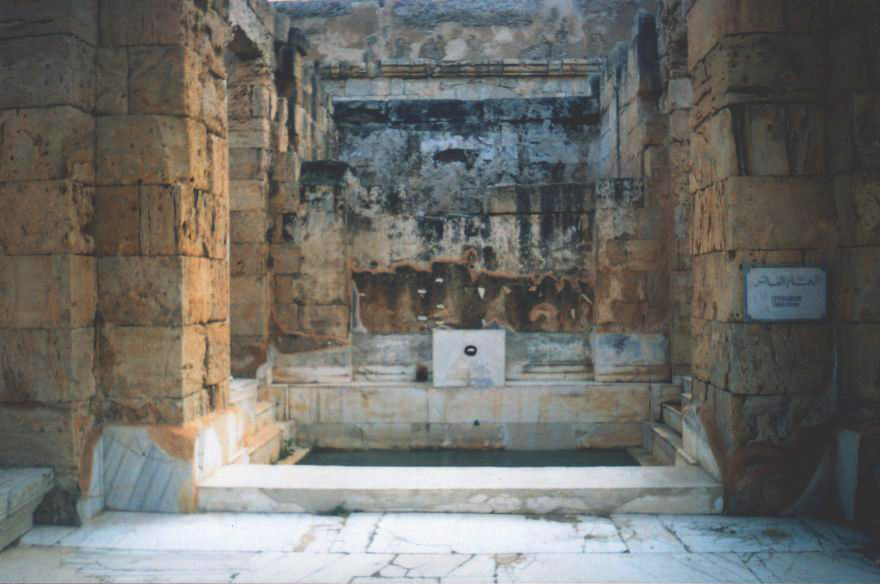
Тепидарий — помещение в римской бане
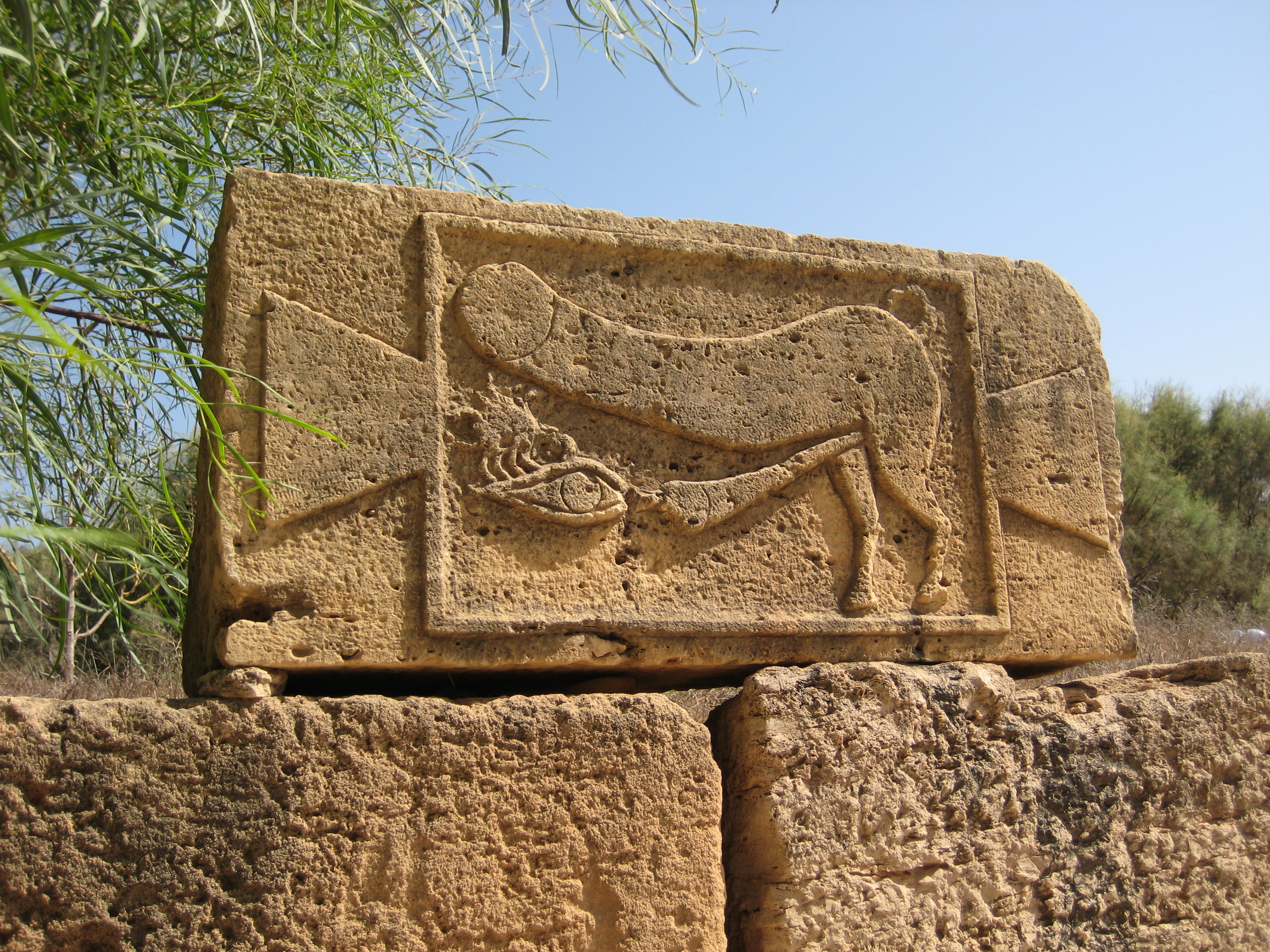
Барельеф-оберег Фасцинус на одной из улиц Лептиса-Магны, II век н. э. (Ливия).

## Видеоматериалы
Видеоролик с компьютерной реконструкцией римского городского рынка.